# Ardennenoffensive
Auftakt

Kesternich – Wahlerscheid
Deutscher Angriff

Losheimergraben – Clervaux – Stößer – Greif

Alliierte Verteidigung und Gegenangriff

Elsenborn Rücken – St. Vith – Bastogne – Bure
Deutscher Gegenangriff

Bodenplatte – Nordwind
Kriegsverbrechen

Malmedy – Wereth – Chenogne
1944: Overlord · Dragoon · Mons · Market Garden · Scheldemündung · Aachen · Hürtgenwald · Queen · Elsass-Lothringen · Ardennen
1945: Nordwind · Bodenplatte · Blackcock · Colmar · Veritable · Grenade · Blockbuster · Lumberjack · Undertone · Plunder · Flashpoint · Aschaffenburg · Würzburg · Ruhrkessel · Friesoythe · Nürnberg
Die Ardennenoffensive im Winter 1944/45 (deutscher Deckname Unternehmen „Wacht am Rhein“, auch Rundstedt-Offensive oder im angloamerikanischen Sprachgebrauch Battle of the Bulge „Schlacht der Ausbuchtung“) war ein Versuch der Wehrmacht, den westalliierten Armeen eine große Niederlage zuzufügen und den Hafen von Antwerpen zurückzuerobern. Ohne den Hafen hätten die Alliierten nicht die Nachschubmengen anlanden können, die sie für ihren weiteren Vormarsch brauchten.
Die Ardennenoffensive gilt als die vorletzte deutsche Offensive an der Westfront im Zweiten Weltkrieg.
Der deutsche Machthaber Adolf Hitler hoffte, die durch die Ardennenoffensive an anderen Frontabschnitten entstandene Ruhe ausnutzen zu können. Daher ordnete er auch in Lothringen und im Elsass eine Offensive (Unternehmen Nordwind) zur Zerschlagung der 7. US-Armee an. Beide Offensiven scheiterten.
Im Winter 1944 gingen drei deutsche Armeen im Osten und Nordosten von Belgien sowie in Teilen Luxemburgs überraschend gegen die 12th Army Group zum Angriff über. Betroffen waren die Gebiete um die Städte Bastogne, St. Vith, Rochefort, La Roche, Houffalize, Stavelot, Clerf, Diekirch, Vianden und die südlichen Ostkantone. Das Unternehmen, das ursprünglich als „Unternehmen Christrose“ bezeichnet wurde, begann am 16. Dezember 1944 und erzielte zunächst auf einer Breite von 60 km Einbrüche von 100 km in die gegnerische Frontstellung. Ziel war Antwerpen, über dessen Hafen der Großteil des alliierten Nachschubs lief. Deutsche Angriffsspitzen kamen bis auf wenige Kilometer an die Maas heran, an den Flanken wurden die Truppen aber in langwierigen Kämpfen um Orte wie Bastogne und St. Vith aufgehalten, was den Alliierten Zeit für Umgruppierungen und Truppenheranführungen für eine Gegenoffensive gab. Nach sechs Wochen verlief die Front wieder wie vorher. Die Amerikaner konnten ihre Verluste an Soldaten und Material binnen zwei Wochen mehr als ersetzen, Wehrmacht und Waffen-SS verbrauchten hingegen wichtige Reserven. Nach dem Scheitern der Ardennenoffensive nannte die Wehrmachtführung die „Wacht am Rhein“ (Generaloberst Alfred Jodl in seiner Neujahrsansprache 1945) als nächstes Ziel (oder, wie es ein Wehrmachtoffizier ausdrückte, man ging von der „Festung Europa“ zur „Festung Deutschland“ über).
Insgesamt waren etwas über eine Million Soldaten an der Schlacht beteiligt. Für die USA war die Battle of the Bulge die größte Landschlacht des Zweiten Weltkrieges; etwa 20.000 Tote machten sie für die US Army zur blutigsten Schlacht des ganzen Krieges.

## Ausgangslage

### Die militärische Lage im Herbst 1944
Die Wehrmacht zog sich im Westen nach der alliierten Operation Overlord nach schweren Niederlagen von der Atlantikküste bis auf die früheren Reichsgrenzen zurück. Auch an der Ostfront befand sich die Wehrmacht seit den sowjetischen Sommeroffensiven, die auf einer Front von 2.500 Kilometern der Wehrmacht die bisher schwersten Niederlagen des Krieges beigebracht hatten, in einer prekären Situation. Nach dem Zusammenbruch der Heeresgruppe Mitte infolge der Operation Bagration im Juni und Juli wurde im Juli und August auch die Heeresgruppe Nordukraine in der Lwiw-Sandomierz-Operation schwer geschlagen und kurz darauf die Heeresgruppe Südukraine in der Operation Jassy-Kischinew fast vernichtet.
Die Heeresgruppe Nord, die Anfang September noch Estland, das westliche Lettland und eine schmale Landverbindung zur Heeresgruppe Mitte halten konnte (→ Unternehmen Doppelkopf), wurde nach dem Durchstoß sowjetischer Verbände bis zur Ostsee im Rahmen der Baltischen Operation im Oktober mit 27 Divisionen abgeschnitten. Im Norden mussten die deutschen Verbände, nachdem am 4. September 1944 der Fortsetzungskrieg zwischen Finnland und der Sowjetunion mit dem Waffenstillstand von Moskau beendet worden war, aus Nordnorwegen zurückgenommen werden. Im Südteil der Ostfront stand der Roten Armee nach dem Frontwechsel Rumäniens (Staatsstreich 23. August 1944) zu den Alliierten das Tor zum Balkan offen. Die Sowjetunion erklärte Bulgarien am 5. September den Krieg (Näheres hier).
Sowjetische Panzer erreichten Anfang September das Eiserne Tor und die rumänisch-jugoslawische Grenze und stießen Mitte September in die ungarische Tiefebene vor. Am 29. Oktober begann die Schlacht um Budapest. Gegenangriffe der Wehrmacht vermochten es, gegen Ende November die Ostfront auf einer Länge von 1.200 Kilometern zwischen Ostsee und Karpaten zeitweise zu stabilisieren. Von Juli bis November 1944 hatte das Ostheer rund 1,2 Millionen Soldaten verloren. Im November standen 131 deutsche Divisionen, davon 32 in Kurland und 17 in Ungarn gebunden, etwa 225 Infanteriedivisionen und rund 50 Panzergroßverbänden der Roten Armee gegenüber. Personell und materiell waren die deutschen Truppen danach weit unterlegen. In der 1945 zu erwartenden Winteroffensive schien der Zusammenbruch der Ostfront unvermeidbar.
Im Südosten brachten die Erfolge der Roten Armee während der Belgrader Operation die deutschen Besatzungstruppen in Griechenland, Albanien und Jugoslawien in die Gefahr, abgeschnitten zu werden. Der Anfang Oktober befohlene Rückzug der Heeresgruppe E verlief zunächst geregelt, doch wurde es immer schwieriger, nach Herstellung der Verbindung mit der Heeresgruppe Süd bis November die Front zwischen Adria – Drau und zum Plattensee zu halten. Der italienische Kriegsschauplatz hatte nach der Invasion der Alliierten in der Normandie erheblich an Bedeutung verloren. Die Heeresgruppe C konnte Ende November mit 23 Divisionen unterschiedlicher Qualität die Linie La Spezia – Rimini quer durch den Apennin zwar halten. Dennoch fiel die Bindung dieser Kräfte durch die Alliierten und durch eine lebhafte Partisanentätigkeit in der Gesamtheit ins Gewicht. An der Westfront hatte sich endgültig der Erfolg der alliierten Invasion in Nordfrankreich durch die verlustreichen deutschen Niederlagen bei Avranches und Falaise herausgestellt. Unter Aufgabe von Paris zog sich die Heeresgruppe B, die Generalfeldmarschall Walter Model Mitte August von Generalfeldmarschall Günther von Kluge übernommen hatte, über die Seine rasch nach Osten zurück. Insgesamt bestand ein Unterschied zur Ostfront darin, dass die deutschen Verluste im Westen größer waren als die ihrer Gegner.
Nach der Landung amerikanischer und französischer Truppen bei Toulon am 15. August (Operation Dragoon) mussten auch die beiden in Süd-Südwestfrankreich verbliebenen deutschen Armeen der Armeegruppe G am Atlantik (Bordeaux) und am Mittelmeer zurückgenommen werden; die Angreifer kamen durch das Tal der Rhone schnell voran. Anfang September kam der Rückzug des Westheeres auf einer Linie zum Stehen, die von der Scheldemündung durch Südholland zum Westwall südlich Triers führte, von dort der Mosel folgte und dann die Grenze der Schweiz erreichte. Alle deutschen Verbände waren schwer angeschlagen, personell ausgedünnt und kaum noch im Besitz schwerer Waffen. Chronischer Betriebsstoffmangel führte zu einem Verlust an Beweglichkeit, der sich aufgrund der alliierten Luftüberlegenheit besonders stark auswirkte. Der Westwall wurde verstärkt und mit schnell zusammengezogenen Einheiten besetzt. Mitte September standen bei der Heeresgruppe B (Scheldemündung bis Trier) auf rund 400 Kilometer Frontbreite 21 Infanterie-Divisionen und 7 Panzer-Divisionen weit überlegenen alliierten Kräften gegenüber. Insgesamt war die Wehrmacht an allen Fronten bis Spätherbst 1944 auf das ehemalige Reichsgebiet zurückgedrängt und Aachen am 21. Oktober als erste deutsche Stadt von den Alliierten eingenommen worden. Diese waren nun personell und materiell weit überlegen und erwarteten nicht mehr, die Initiative wieder zu verlieren.
An eine Veränderung dieser Verhältnisse war aus deutscher Sicht nicht zu denken. Der Seekrieg, der auf deutscher Seite nur noch als U-Boot-Krieg gegen die feindliche Handels- und Transportschifffahrt geführt werden konnte, war seit 1943 verloren (siehe Atlantikschlacht). Seit Anfang jenes Jahres überstieg bei den Alliierten der Zuwachs an Tonnage die Verluste. Ebenso galt der Luftkrieg 1944 längst als entschieden. An der Front wie über dem Reichsgebiet hatten die Alliierten die absolute Luftherrschaft. Um eine Chance für seine Gegenoffensive zu besitzen, musste Hitler auf schlechtes Wetter setzen, das den Einsatz von Kampffliegern und Bombern stark behindern würde.

### Die politische Lage
Angesichts des drohenden militärischen Zusammenbruchs stand die innenpolitische Lage im Zeichen des totalen Krieges. Es ging um die Mobilisierung der letzten personellen, materiellen und moralischen Kräfte. Propagandaminister Joseph Goebbels, zum Reichsbevollmächtigten für den totalen Kriegseinsatz ernannt, nutzte die NS-Propaganda, um mit einem Gemisch aus Drohungen und Versprechungen, Lügen und Halbwahrheiten in Verbindung mit seinem Redetalent das Durchhaltevermögen bzw. den Durchhaltewillen der Deutschen zu stärken und die Möglichkeit eines Endsiegs zu suggerieren. Rigorose Maßnahmen und Eingriffe in das öffentliche, wirtschaftliche und private Leben sollten die letzten Leistungsreserven aktivieren. Viele Unwillige und Ungläubige traf der brutale Terror des allgegenwärtigen Polizei- und Unterdrückungsapparats unter Heinrich Himmler.
Die letzten dem Deutschen Reich nach dem Seitenwechsel Italiens, Rumäniens, Bulgariens und Finnlands noch verbliebenen europäischen Bundesgenossen (Ungarn, Slowakei und Kroatien) waren aus militärischer, wirtschaftlicher und politischer Sicht Marionettenstaaten, die vom Deutschen Reich nur mit massiven Eingriffen in die Innenpolitik als Verbündete gehalten werden konnten. Auch das französische Vichy-Regime Philippe Pétains, das nicht am Krieg teilnahm, aber stark von Deutschland abhängig war, geriet immer mehr zu einem reinen Marionettenregime, soweit sein Herrschaftsbereich nicht ohnehin in die Kontrolle der Alliierten gefallen war.
Die Westmächte hatten sich seit der Konferenz von Casablanca im Januar 1943 auf die Forderung einer bedingungslosen Kapitulation festgelegt, die Adolf Hitler nicht anzunehmen bereit war. Gründe für diese Haltung der Westmächte gab es genug. Gräueltaten des NS-Regimes waren bekannt und Franklin D. Roosevelt und Winston Churchill lehnten es ab, mit Hitler zu verhandeln. Man wollte sich nicht durch vorzeitige Absprachen mit dem Reich die völlige Handlungsfreiheit nach Kriegsende beschneiden lassen. Angesichts dessen war ein Sonderfrieden des Reichs mit dem Westen nicht zu erwarten.
Stalin schien dagegen einem Friedensschluss nicht völlig abgeneigt. Verstimmungen zwischen ihm und den Westmächten waren unübersehbar, insbesondere im Hinblick auf die wiederholte Verzögerung bei der Eröffnung der Zweiten Front im Westen, die man seit 1943 zugesagt hatte. Es gab mindestens zwei vorsichtige Kontakte zwischen deutschen und sowjetischen Vermittlern (in Schweden 1943 und durch Vermittlung Japans 1944), die Hitler jedoch ungenutzt verstreichen ließ. Insgesamt scheint es nach heutiger Kenntnis sehr unwahrscheinlich, dass die Sowjetunion ernsthaft einem Sonderfrieden zugestimmt hätte. Ein Sieg über Deutschland war mit all seinen Konsequenzen ein zu erwartendes Ziel und ein Sonderfrieden hätte sich auch kaum in der Armee kommunizieren lassen.
In dieser ausweglosen Situation glaubten einige hohe deutsche NS-Funktionäre daran, dass die westlichen Alliierten mit der Sowjetunion brechen und erkennen würden, dass sie nach einem Erfolg der Ardennenoffensive mit Hilfe der standhaften deutschen Armee im Westen den „gemeinsamen bolschewistischen Feind“ im Osten zerschlagen könnten.
Der Spielraum für eine politische Lösung des Konflikts bzw. für eine aktive Außenpolitik des Reiches war jedoch gleich Null.

## Die Offensive

### Entschluss
Weitgehende Unkenntnis außenpolitischer Zusammenhänge und der Spielregeln demokratischer Willensbildung in den Regierungen seiner westlichen Gegner ließen Hitler zu einer falschen außenpolitischen Lagebeurteilung gelangen. Nach seiner Auffassung stand die Koalition seiner westlichen Gegner, insbesondere die der USA einerseits und Großbritannien mit Kanada, Australien und Neuseeland andererseits, kurz vor dem Zusammenbruch. Zahlreiche Falschbewertungen außenpolitischer Indikatoren und eine von Illusionen bzw. Wunschdenken bestimmte Gesamtbeurteilung führten ihn zum Schluss, ein empfindlicher Schlag gegen die Westalliierten würde den Zusammenbruch der Anti-Hitler-Koalition bewirken. Die Anglo-Amerikaner würden sich in ihre Heimatländer zurückziehen und das Deutsche Reich würde in der Lage sein, den Abwehrkampf im Osten gegen die drohende Bolschewisierung Europas erfolgreich zu beenden.
Eine solche Erschütterung der politischen Balance der Westmächte konnte nach Hitlers Auffassung nur in einem überragenden militärischen Erfolg, in einer überraschenden, zerschmetternden Großoffensive an der Westfront bestehen. Die letzten Reserven der Wehrmacht und des Volkes waren hierfür zu mobilisieren, alles musste auf eine Karte gesetzt, der mögliche Untergang des Reiches in Kauf genommen werden. Dies war Hitlers Grundidee der Ardennenoffensive. Alle verfügbaren Akten weisen darauf hin, dass er allein es war, der auf den Gedanken kam, in der ihm eigenen nihilistischen Einstellung das Vabanquespiel zu wagen und den Versuch zu unternehmen, mit letztem und rücksichtslosem Einsatz eine „Wende“ des militärisch längst verlorenen Krieges herbeizuführen. Ein militärischer Endsieg war selbst von Seiten Hitlers zu diesem Zeitpunkt bereits nicht mehr zu erhoffen. Vielmehr sollte in Hitlers – von illusionärer Verkennung und Größenwahn geprägtem – Denken mit dem „Schock“ einer erfolgreichen deutschen Offensive in der westlichen Öffentlichkeit noch die Basis für die Akzeptanz einer politischen Beendigung des Krieges geschaffen werden. Als Ultima Ratio hatte der Sozialdarwinist Hitler ohnehin beschlossen, dass das deutsche Volk unterzugehen habe, wenn es seine Pläne nicht erfolgreich umsetzen könne.

„Bei keiner anderen Operation des Krieges wurde Hitlers irrationales Wunschdenken offenkundiger, nie war die Kluft zwischen Wahn und Wirklichkeit größer. Alle Gegenargumente seiner militärischen Berater, alle Berechnungen der Logistiker fegte er beiseite. Er glaubte nur noch an die ‚Macht des Willens‘.“

Allerdings gab es auch – zumindest aus Hitlers Sicht – rationale Gründe, einen letzten Versuch im Westen zu wagen. Im Osten waren trotz scheinbar ungleich günstigerer Voraussetzungen schon seit 1941 entscheidende Siege ausgeblieben, und seit dem Scheitern des Unternehmens Zitadelle 1943 lag die Initiative auf Seiten der Roten Armee. Im Westen, wo die Wehrmacht 1940 binnen Wochen gesiegt hatte, waren die Entfernungen kürzer und die Verkehrsverhältnisse günstiger. Außerdem schätzte Hitler die Kampfmoral der westlichen Alliierten inzwischen geringer als die der Russen ein. Wenn überhaupt, gab es seines Erachtens nur hier noch eine Chance, dem Krieg eine Wendung zu geben.
Nichts zu unternehmen, kam für Hitler einer Kapitulation gleich. Und so sollten auch noch die letzten menschlichen Kräfte eingesetzt werden.

### Planung

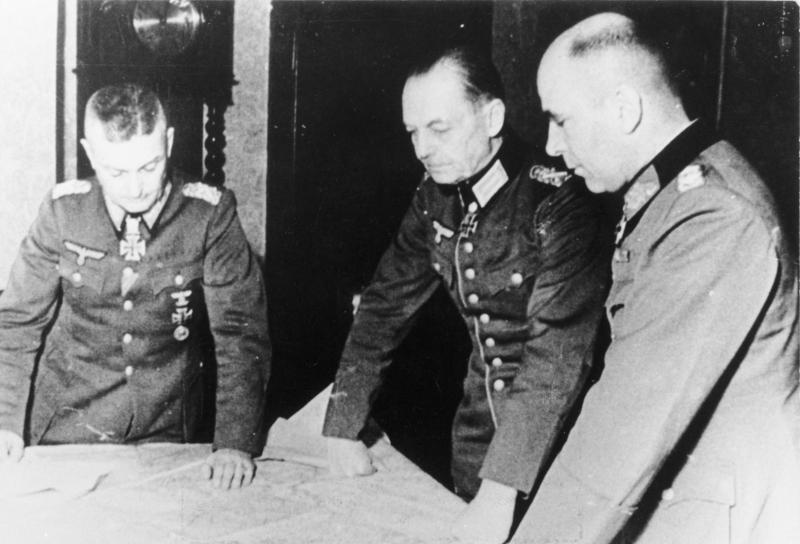
Die Feldmarschälle Model und von Rundstedt sowie General Krebs bei einer Besprechung im November 1944

„Hinter diesem gigantischen Aufmarschplan stand ein einziger Mann: Adolf Hitler.“
Seine Rückgewinnung des „Gesetzes des Handelns“, das ihm allein den Erfolg garantierte, entwickelte Hitler an dem Tag, an dem die 3. US-Armee die deutsche Front um den Brückenkopf in der Normandie aufbrach, dem 31. Juli 1944, in einer Lagebesprechung mit Generaloberst Alfred Jodl, dem Chef des Wehrmachtführungsstabes im OKW (Oberkommando der Wehrmacht) und dessen Stellvertreter, General Warlimont. Durch das ‚Gefolgschaftsproblem‘, das Hitler nicht erst seit dem Attentat vom 20. Juli 1944 und angesichts der aktuell katastrophalen Lage im Westen und ebenso an der Ostfront empfand, musste er auch im engsten Umkreis seine persönlichen Planungen vorsichtig entwickeln und zunächst Jodl von der Notwendigkeit mittelfristig auch wieder offensiver Vorstellungen überzeugen. Die „Blindheit“, die Hitler den ‚Fakten‘ gegenüber häufig von der Geschichtsschreibung vorgehalten wird, ist in den Dokumenten relativiert – so ist bereits für den 13. Juli 1944, als im Brückenkopf Caen verloren ging, ein „Erlaß des Führers über die Befehlsgewalt in einem Operationsgebiet innerhalb des Reiches“ dokumentiert, der „für den Fall eines Vordringens feindlicher Kräfte auf deutsches Reichsgebiet“ detaillierte Anordnungen für eine Neustrukturierung der Befehlsgliederungen, der Beziehungen zwischen Partei und Wehrmacht sowie logistischer Fragen gibt.
Die militärische Befehlsgebung vor Ort klang in den Ohren der Betroffenen nicht erst im Sommer 1944 anders, oft auch taktisch sinnlos, doch gab es für Hitler keine ‚humanistische Rücksichtnahme‘ auch gegenüber der eigenen Truppe – er verfolgte konsequent strategische Absichten. Dies spiegelt sich in der oben bezeichneten Lagebesprechung vom 31. Juli wider, in der er Jodl und Warlimont zur Übernahme seiner Auffassungen bewegte: So deutet Hitler die „Verengung des Raumes“ als Chance, denn man könne nun „Deutschland abriegeln mit einem Minimum an Kräften“. Hitler sieht durchaus die Beschränkung der Kräfte, die akut geringe Bewegungsfähigkeit der Verbände, die fehlende Luftüberlegenheit, die Verluste im Osten, die Existenzprobleme der bisherigen Verbündeten mit einer Konsequenz „unter Umständen sogar Preisgabe des ganzen Balkans“. Den Rückzug auf den Westwall kalkuliert er ein. Die Strategie Montgomerys, im Norden nach Deutschland einzubrechen, sieht er voraus. Folgerung: „Das sind so weitreichende Gedanken, die, wenn ich sie heute einer Heeresgruppe mitteilen würde, da Entsetzen hervorrufen werden, und ich glaube daher, es ist notwendig, daß man einen ganz kleinen Stab von uns hier einsetzt.“ Damit ist die weitestgehende Geheimhaltung der zukünftigen Planung konzipiert. Aktuell müsse durch möglichst langes Halten von Häfen und logistische Zerstörungen der Nachschub des Gegners blockiert und sein „Operieren in der Tiefe des Raumes“ erschwert werden. Hitler ordnet die Sicherstellung eines Hauptquartiers im Westen an und bereitet seine Gesprächspartner auf Umstrukturierungen der militärischen Organisation und der Kommandos vor und macht sie mit dem Gedanken vertraut, „einen Stab zusammenzustellen mit ein paar ebenso intelligenten wie einfallsreichen Köpfen.“
Während des Zusammenbruchs der Abwehrfront in der Normandie tauschte Hitler ohne Vorankündigung den Oberbefehlshaber West und Befehlshaber der Heeresgruppe B, Generalfeldmarschall Günther von Kluge am 17. August 1944 in beiden Funktionen gegen Generalfeldmarschall Walter Model aus.
Am 24. August 1944, unmittelbar vor der Befreiung von Paris durch die Westalliierten, geht es im „Befehl über den Ausbau der deutschen Weststellung“ nur noch um den Westwall (unter Einbezug von Teilen der Maginot-Linie) und die „Mosellinie“ als „durchgehendes Panzerhindernis“. Die in den Tagesbefehlen noch mehrfach behandelte Somme-Marne-Linie spielt in der Planung keine Rolle. Am 1. September 1944 folgen detaillierte Anweisungen zur „Herstellung der Verteidigungsbereitschaft“ von Westwall und der Weststellung. In Weisungen für die Kampfführung im Westen vom 3. bis 9. September wird eine vergleichsweise flexible Kampfführung gestattet mit dem Ziel, Zeit für die „Aufstellung und Heranführung neuer Verbände und für den Ausbau der Weststellung zu gewinnen“ und werden Offensivoperationen im Süden der Westfront vorbereitet. Damit hatte Hitler die organisatorischen Strukturen im rückwärtigen Raum erneuert – auch das Befehlsverhältnis zwischen Wehrmacht und Partei geregelt, um die logistische Vorbereitung zu optimieren.
Mitte September 1944 „hatte die Wehrmacht innerhalb von drei Wochen nach dem Fall von Paris und der vernichtenden Niederlage der deutschen Armee in der Schlacht in Frankreich ihr Gleichgewicht fast wiederhergestellt; jedenfalls war sie nicht mehr ‚im Laufen‘“ und „am 16. September bat der Führer nach seiner täglichen Lagebesprechung in der ‚Wolfsschanze‘ jene Generale, denen er am meisten vertraute, zu einer zweiten Besprechung in einen anderen Raum.“ Anwesend waren neben Wilhelm Keitel und Jodl der Chef des Generalstabs des Heeres, Heinz Guderian, und General Werner Kreipe in Vertretung von Göring. Hitler eröffnete der Runde seinen Plan einer Offensive in den Ardennen: „über die Maas und weiter nach Antwerpen.“
„Am nächsten Tag, dem 17. September 1944, befahl Hitler beschleunigte Vorbereitungen für die Gegenoffensive. Er erließ Befehle für die Neuaufstellung der 6. Panzerarmee und zog dazu einen neuen Mann heran, der später eine wichtige Rolle spielen sollte – General Rudolf Gercke, Chef des Wehrmachttransportwesens.“
Am 25. September 1944 – die Briten zogen sich nach ihrer Niederlage bei Arnheim wieder zurück (Hitler hatte den Ausgang der Schlacht abgewartet) – „befahl Hitler Generaloberst Jodl, einen umfassenden Plan für die Offensive auszuarbeiten.“ Keitel wurde mit der Logistik beauftragt. „Anfang Oktober hatte Gercke den Aufbau des Transportwesens fast beendet. […] Gerckes wichtigste Aufgabe war jedoch die Überholung der Deutschen Reichsbahn.“
Die Lage im Westen hatte sich im Herbst gewandelt: „Die Abwehrsiege, die die Deutschen bei Arnheim, Aachen und Antwerpen davontrugen, verlängerten den Krieg bis ins Frühjahr 1945. Diese deutschen Erfolge durchkreuzten Eisenhowers strategische Pläne und verliehen der Wehrmacht und dem deutschen Volk neuen Widerstandswillen. […] Am 8. Oktober [nach Toland am 11. Oktober] legte Jodl den Entwurf zu einer Ende November durch die Ardennen mit dem Ziel Antwerpen durchzuführenden Offensive vor.“ Das vorerst „Christrose“ genannte Unternehmen „beruhte auf zwei Voraussetzungen: völlige Überrumpelung des Feindes und eine Wetterlage, die den Einsatz von alliierten Flugzeugen unmöglich machte.“ Höchste Geheimhaltung war angeordnet.
„Am Morgen des 12. Oktober überreichte Jodl Hitler den ausgearbeiteten Plan.“ Der neue Deckname war nun „Wacht am Rhein“. Mit seiner Ernennung zum Oberst erhielt Otto Skorzeny Spezialaufträge „hinter den amerikanischen Linien“. Am nächsten Morgen, den 13. Oktober erhielten Gerd von Rundstedt und Model Abschriften des Plans. Umgehend entwarfen beide ‚Gegenpläne‘. „Am 27. Oktober traf der Führer mit Rundtstedt und Model zusammen.“ Model versuchte, eine „kleine Lösung“ („Herbstnebel“), die ihm den Kräften angemessener erschien, zu erzwingen, doch „Hitler traf die Entscheidung – gegen die Stimmen seiner Generale. Am 7. Dezember billigte er den endgültigen Entwurf. […] Das Unternehmen ‚Wacht am Rhein‘ lief an.“
„Bei einer Schlußbesprechung am 2. Dezember in Berlin, an der teilzunehmen v. Rundstedt ablehnte,“ […] gestand Hitler Model zu, „man könne, sollte die Hauptoperation fehlschlagen, jederzeit zur ‚kleinen Lösung‘ übergehen. […] Am 12. Dezember, vier Tage vor dem Beginn der Offensive, wurden alle Höheren Führer in Rundstedts Hauptquartier berufen. […] Hitler sprach zwei Stunden lang, und zwei Stunden lang saßen die Generale steif da, jeder einen bewaffneten SS-Mann hinter seinem Stuhl, die so grimmig dreinblickten, daß Bayerlein ‚nicht einmal nach dem Taschentuch zu greifen wagte‘.“
Hitlers politisches Kalkül war, „daß er jetzt möglicherweise einen Kompromißfrieden erlangen würde, wenn er dem einen oder anderen seiner Gegner einen lähmenden Schlag zu versetzen vermöchte.“ Gegen die Rote Armee schien ihm das kräftemäßig und in folge der ‚Tiefe des Raumes‘ nicht machbar, am ehesten „ließ sich das Gesetz des Handelns im Westen zurückgewinnen. […] War Antwerpen genommen, hatten die Alliierten den einzigen (unversehrten) großen Hafen verloren […] und die Verbündeten Armeen nördlich der Ardennen saßen, mit dem Rücken an die See gedrängt und ohne einen hinreichenden Einschiffungshafen, in der Falle. […] Unter einer solchen Niederlage, glaubte Hitler, würde die Koalition zerbrechen.“

„Keiner der Generäle, die den Wortschwall über sich ergehen lassen mußten, glaubte, daß Antwerpen genommen werden könne, schon nicht wegen des Treibstoffmangels. Hitler hatte zwar übergenug Vorräte versprochen, aber was ihnen zugeteilt worden war, reichte kaum hin, sie an die Maas zu bringen. Sie sahen sich darauf angewiesen, amerikanische Lager in die Hand zu bekommen, wußten jedoch infolge des Verbots der Luftaufklärung nicht, wo sich welche befanden. Immerhin glaubten sie, daß sie die Maas erreichen und den Amerikanern eine schwere Niederlage beibringen könnten, vorausgesetzt, daß der Kräfteaufmarsch bis zuletzt unbemerkt blieb.“

Bei der Wahl des Angriffsschwerpunktes zwischen Monschau und Echternach spielte auch die Erinnerung an den Erfolg des Sichelschnittplans im Mai 1940 eine Rolle.
Hitler wollte eine Schlechtwetterperiode nutzen, um damit die feindliche Luftüberlegenheit auszugleichen.
Diese Wetterlage entwickelte sich dann Mitte Dezember. Zu dieser Zeit lag in den westlichen deutschen Mittelgebirgen nur eine dünne Schneedecke, im Flachland lag überhaupt kein Schnee. Im Lauf des 16. Dezember drehte die Strömung auf West-/Südwest und milde Luftmassen mit Regen, Tauwetter und schlechter Sicht griffen auf das Gebiet der Ardennen über, so dass die Bodeneinheiten durch Luftangriffe weitgehend unbehelligt würden agieren können.
Zur Unterstützung der Offensive wurden zwei Kommandounternehmungen geplant:
- Unternehmen Greif war der Deckname für ein Kommando deutscher Soldaten unter dem Befehl von Otto Skorzeny. Die Englisch sprechenden Soldaten sollten sich mit Uniformen der US-amerikanischen Armee tarnen und trugen die Erkennungsmarken gefallener oder gefangener US-Soldaten. Die Soldaten wurden in vier Infanterie-, drei Panzer-, zwei Nachschub- und vier Panzerjägerkompanien zusammengefasst, die mit Panzern und Waffen aus alliierten Beutebeständen ausgestattet werden sollten. Doch an der Ausstattung mit schweren Waffen mangelte es erheblich. Von den 25 versprochenen Sherman-Panzern erhielt die Truppe nur zwei. Die Aufgabe der Soldaten des „Greif-Kommandos“ war hauptsächlich, Verwirrung hinter den feindlichen Linien zu stiften; zudem sollten sie mehrere Brücken über die Maas zwischen Namur und Lüttich besetzen.

- Das Unternehmen Stößer war eine Luftlandeaktion, bei der in der Nacht vom 16. auf den 17. Dezember Fallschirmjäger unter der Führung von Friedrich August von der Heydte 11 Kilometer nördlich von Malmedy abspringen und eine wichtige Nachschubroute der Amerikaner blockieren sollten.

### Beteiligte Kräfte
Drei Armeen der Heeresgruppe B unter Generalfeldmarschall Walter Model – von Nord nach Süd die 6. Panzerarmee, die 5. Panzerarmee und die 7. Armee – waren zur „Entscheidungsschlacht“ angetreten. Einschließlich der Reserven der Heeresgruppe B standen über 41 Divisionen mit etwa einer Viertelmillion Soldaten zum Angriff bereit. Sie waren auf einem 100 Kilometer langen Abschnitt zwischen Monschau und Echternach konzentriert. Model hatte sein Hauptquartier während der Ardennenoffensive im ehemaligen Hauptquartier des OKH (Bestandteil des Führerhauptquartiers Felsennest von 1940) in Hülloch bei Bad Münstereifel. Hitler bezog kurz vor Beginn der Offensive das Führerhauptquartier Adlerhorst bei Bad Nauheim.

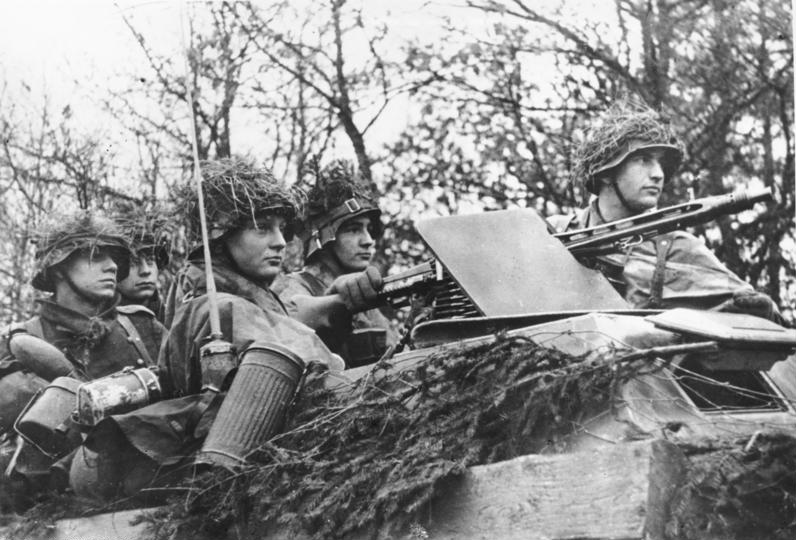
Deutsche Soldaten in getarntem Schützenpanzer an der Front im belgisch-luxemburgischen Raum während der Ardennenoffensive, Ende Dezember 1944

Ähnlich wie bereits 1940 sollten sich deutsche Panzerverbände den Weg durch das unwegsame Gelände der Ardennen bzw. der westlichen Teile der Eifel bahnen und die Alliierten zurückwerfen. Die neu aufgestellte 6. Panzerarmee, zu der die vier SS-Panzer-Divisionen „Leibstandarte SS Adolf Hitler“, „Das Reich“, „Hohenstaufen“ und „Hitlerjugend“ gehörten, lag im Bereitstellungsraum des Gebietes Losheimergraben südwestlich von Köln-Bonn. Sie hatte den Hauptangriff an der Nordflanke mit dem kürzesten Weg nach Antwerpen vorzutragen. Im Tagesbefehl vom 15. Dezember 1944 forderte der Oberbefehlshaber der 6. Panzerarmee, Sepp Dietrich, von allen ihm unterstellten Verbänden der Waffen-SS, des Heeres und der Luftwaffe den höchsten Einsatz bis zum letzten Mann.

### Amerikanische Situation
Insgesamt standen an dem fraglichen Frontabschnitt nur vier US-Divisionen der 1. US-Armee. Die amerikanische Seite schätzte die Offensivfähigkeit der Deutschen zu diesem Zeitpunkt generell nur noch als gering ein, und mit einer Offensive in den Ardennen wurde am wenigsten gerechnet. Zudem waren die Alliierten nach der misslungenen Operation Market Garden im September 1944 mit ihren eigenen Offensiv-Vorbereitungen nördlich und südlich der Ardennen beschäftigt. Die Briten waren dank Alan Turing in Bletchley Park in der Lage, den deutschen Funkverkehr zu entschlüsseln. Die wichtigsten Befehle auf deutscher Seite wurden jedoch per Kradmelder – nicht wie bisher per Funk – übermittelt. Den militärischen Nachrichtendiensten der Alliierten gelang es nicht, aus den durchaus vorhandenen Einzelbausteinen, die auf ein geplantes großes Unternehmen der Deutschen hindeuteten (Berichte von Truppenverlegungen, einzelne Aussagen von Kriegsgefangenen höherer Ränge, abgehörte Funksprüche etc.), ein „Gesamtbild“ abzuleiten und die richtigen Schlüsse zu ziehen.

## Der Angriff (16. bis 20. Dezember)

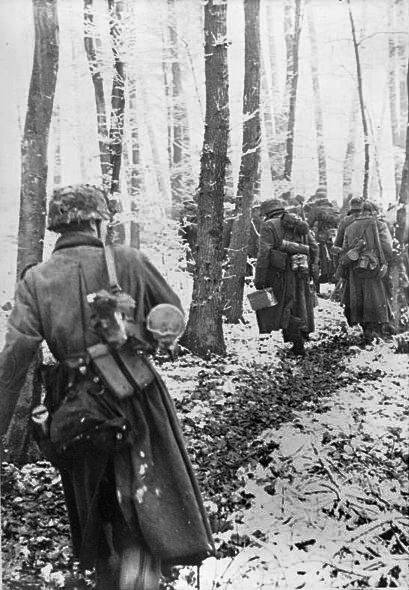
Deutsche Infanterie beim Vormarsch, Dezember 1944

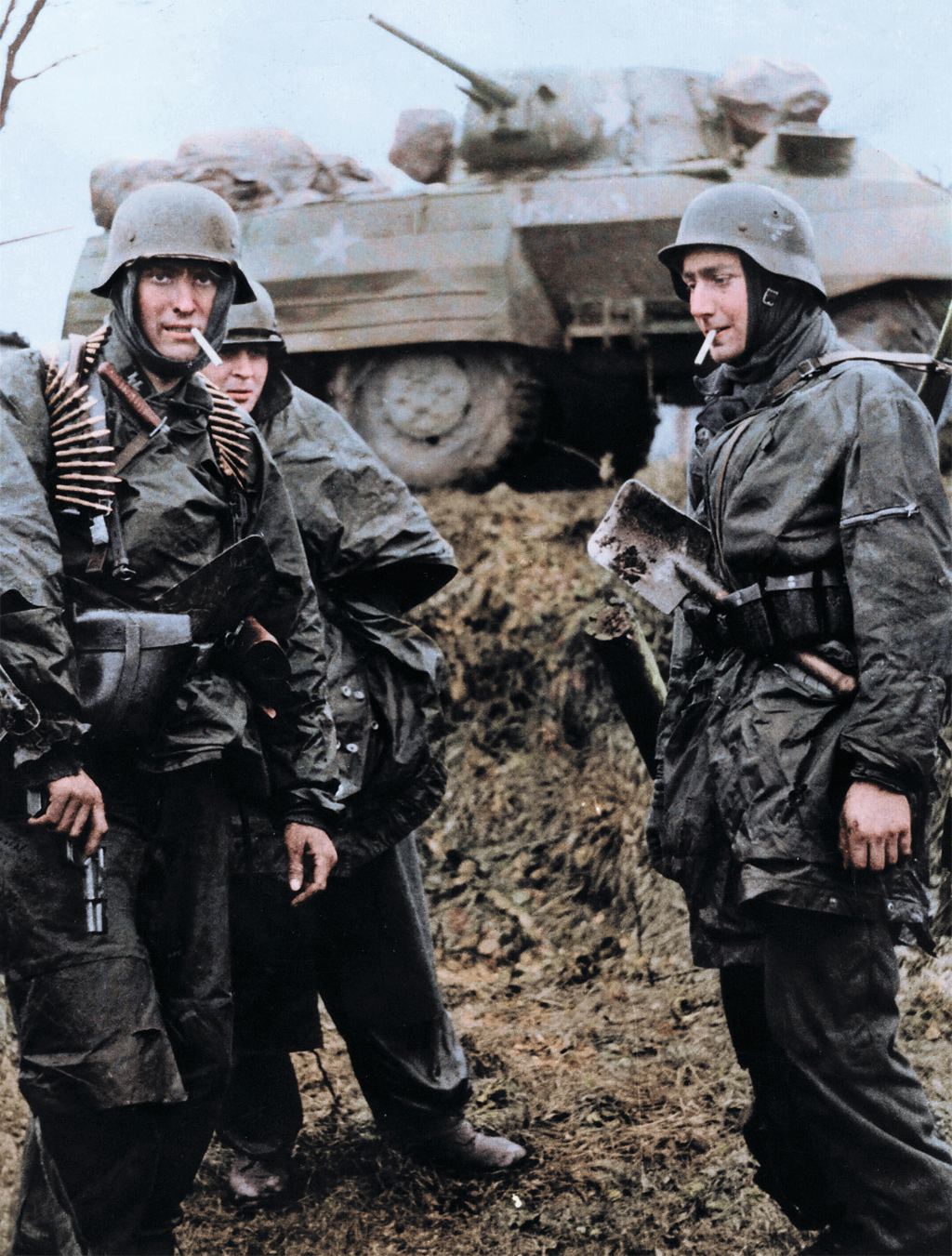
Angehörige der Kampfgruppe Hansen (LSSAH) nach einem Angriff, bei dem am 18. Dezember 1944 die US-amerikanische 14th Cavalry group auf der Straße zwischen Poteau und Recht in Belgien vollständig aufgerieben wurde (koloriert).

Am 16. Dezember vor Morgengrauen rückten 14 deutsche Infanterie-Divisionen gegen nur vier Divisionen des US-amerikanischen VIII. Korps auf einer Frontlinie von 100 km vor. Unterstützt von V-1-Geschossen griff die deutsche Infanterie, dicht gefolgt von Panzer-Divisionen, die alliierten Stellungen an.
Den deutschen Truppen gelang die Überraschung.
Die US-Truppen konnten ihre überdehnten Frontabschnitte nicht halten, ein ungeordneter Rückzug unter teilweiser Zurücklassung von Waffen und Material setzte ein.
„Die 6. Panzerarmee, die unter dem Kommando von Sepp Dietrich den Hauptstoß zu führen hatte, durchbrach auf dem linken Flügel die feindliche Front und erkämpfte sich am 18. Dezember, an Malmedy vorbeiziehend, den Übergang über die Amblève jenseits von Stavelot. Der rechte Flügel wurde jedoch durch die zähe Abwehr der Amerikaner schon bei Monschau festgehalten.“ Dadurch (und wegen unzulänglicher Treibstoffausstattung) blieb auch der 45 Kilometer weit vorgedrungene linke Flügel weit vor Lüttich liegen und geriet unter Gegenoperationen.
Die Wetterlage entwickelte sich in diesen Anfangstagen wie von deutscher Seite erhofft. Der Himmel war fast durchgängig bedeckt und die Tageshöchstwerte stiegen bspw. in Aachen mehrere Tage bis auf +10 °C.
Nur das Unternehmen Stößer litt unter dem Sturmtief und wurde ein Misserfolg. Aufgrund des starken Windes erreichte nur etwa ein Fünftel der Truppe die Landezone, die übrigen Fallschirmjäger landeten verteilt über die gesamten Ardennen.

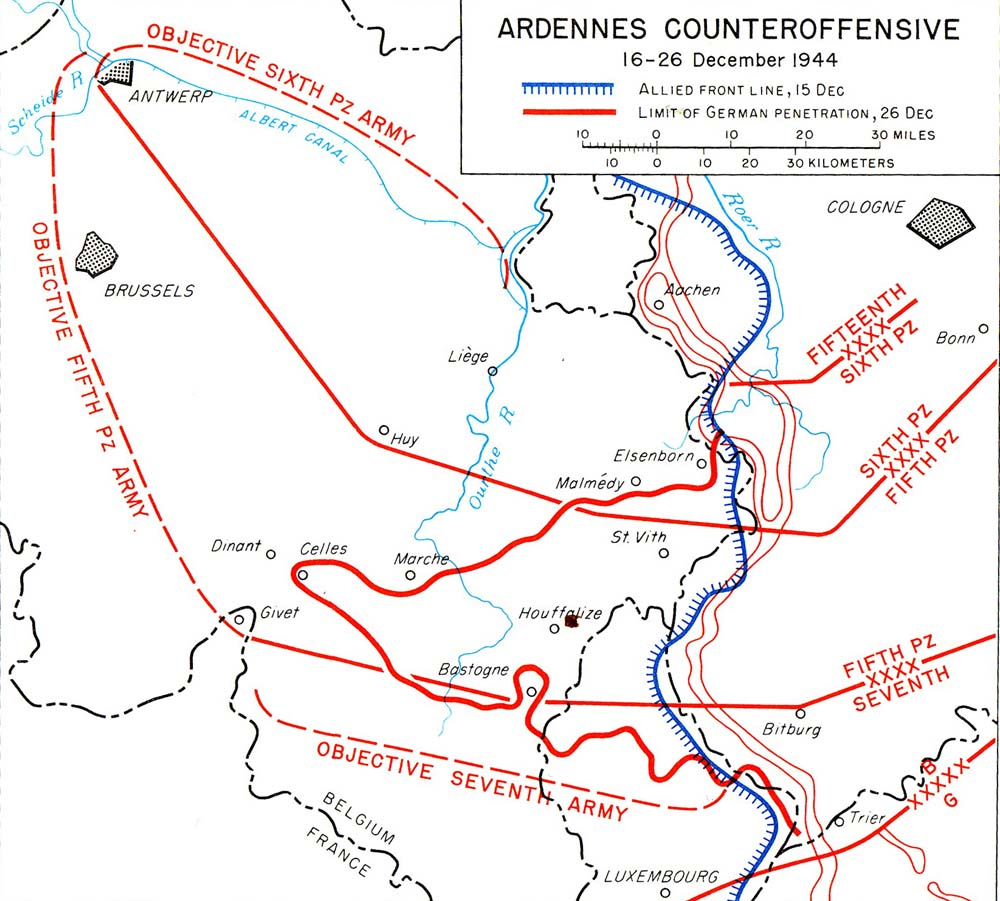
Planung und Ausführung

„Weit erfolgreicher entwickelte sich der Angriff der 5. Panzerarmee General von Manteuffels. Noch bevor die vier Infanterie und die zwei Panzerkorps nach starker Artillerievorbereitung in vorderer Linie zum Sturm antraten, waren überraschend […] Sturmbataillone in den dünn besetzten amerikanischen Abschnitt eingesickert. Bereits am Abend des 17. Dezember war der Durchbruch an und westlich der Our an mehreren Stellen gelungen. Die Panzer überschritten den Fluß etwa um Mitternacht und erreichten gegen Morgen die amerikanische Hauptlinie. Das 47. Panzerkorps unter General Heinrich von Lüttwitz näherte sich Bastogne und bedrohte St. Vith.“

18. Dezember 1944

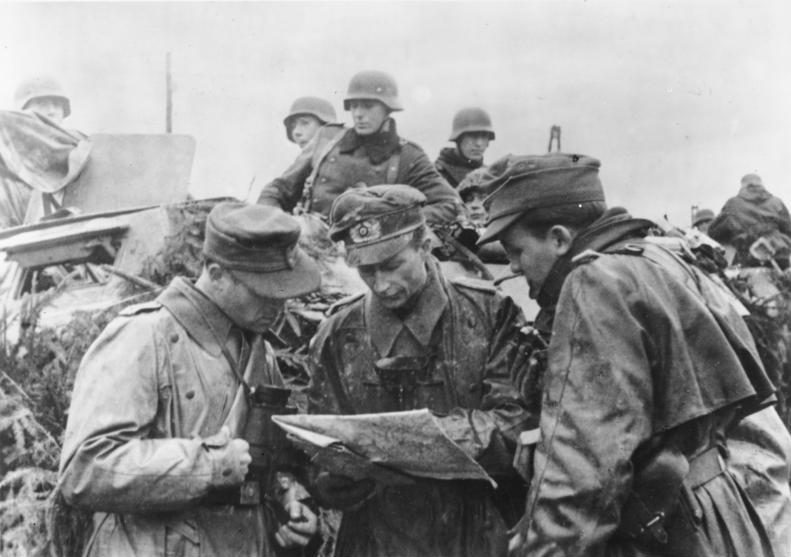
Lagebesprechung im Kampfraum Luxemburg, Dezember 1944

Am Morgen hatte Hasso von Manteuffel südlich von St. Vith eine Bresche geschlagen und seine Panzer waren auf dem Weg nach Bastogne. Ein Kampfkommando von Pattons 10. Panzerdivision erreichte abends die Stadt und in der Nacht traf auch die 101. Luftlandedivision noch vor der Panzer-Lehr-Division (Bayerlein) ein. Im Norden wurde Peipers Panzerkolonne westlich von Stavelot aufgehalten durch eine „zum Betrieb von Sägemühlen eingesetzte Gruppe von Pionieren, [… die] vor ihr zwei Brücken sprengte.“
Über diese örtlichen Erfolge hatten die US-Hauptquartiere jedoch keine Informationen und: „Zurückgehende Truppen verstopften die Straßen und sperrten an die Front marschierenden Verstärkungen den Weg. Zeitweise wurden Einheiten auf Gerüchte hin, die Deutschen kämen, von völliger Panik ergriffen …“ „Am Abend des 18. Dezembers mußte Hodges gestehen: ‚Die feindliche Linie läßt sich nicht mehr recht bestimmen, weil die Front im Fluß und ihr Verlauf etwas unklar ist.“

### Reaktion der Alliierten Führung
Das amerikanische Oberkommando in Versailles erhielt erste Nachrichten über ‚geringe Einbrüche‘ an einer langen Front am Nachmittag des 16. Dezember. Nach eigenen Angaben war General Dwight D. Eisenhower sofort überzeugt, dass es sich um keinen örtlichen Angriff handelte‘, General Omar Bradley, Kommandierender der amerikanischen 12. Heeresgruppe, hielt den Vorgang jedoch noch an den beiden nächsten Tagen für einen ‚Ablenkungsangriff‘ gegen ‚Pattons Vormarsch im Saargebiet‘. Man setzte zwar zwei Panzerdivisionen „nach den Ardennen in Marsch […] die Reserven des SHAEF, die 82. und die 101. Luftlande-Division in Reims wurden [jedoch] bis zum Abend des zweiten Tages, des 17. Dezember, nicht einmal in Marschbereitschaft gesetzt.“ Eisenhower ordnete jedoch an, dass General George S. Patton mit seiner 3. Armee, die im Süden vor dem Saarland stand, einen Linksschwenk nach Norden vornehmen sollte, um die vorstoßenden deutschen Truppen an ihrer südlichen Flanke anzugreifen.
19. Dezember 1944
Manteuffels Truppen nahmen bei Bastogne „Houffalize in der rechten und Wiltz in der linken Flanke und ermöglichten so die schnelle Einschließung der Stadt.“ Infanterie sollte sie in Schach halten – die Panzer strebten der Maas zu und Manteuffel forderte von Model sofortige Verstärkungen an. Model schlug Hitler vor, die sechs Reserve-Divisionen, „da Dietrichs Angriff [am rechten Flügel der Offensive] steckengeblieben war, zur Ausnutzung des Durchbruchs v. Manteuffels […] in den Kampf zu werfen. Aus politischen Gründen wünschte jedoch Hitler, daß die SS den entscheidenden Schlag führe, und bestand darauf, daß die beiden SS-Divisionen im Norden eingesetzt würden, damit Dietrich noch eine Chance erhalte. Die drei Wehrmachtverbände waren das Äußerste, was er für Manteuffel freigeben wollte.“
Erst am Morgen des 19. Dezember kam es nun bei einer von Eisenhower in Verdun angeordneten Besprechung mit Omar N. Bradley, Jacob L. Devers, George S. Patton und anderen zu einem halbwegs koordinierten Vorgehen. „Durch den drohende[n] Zusammenbruch des Befehlsgefüges des Bradleyschen Oberkommandos“ [insbesondere bei der 1. Armee unter Courtney Hicks Hodges] der durch den deutschen Vorstoss in zwei Teile gespaltenen Front sah sich im Norden Montgomery auf eigene Initiative veranlasst, „das britische XXX. Korps […] in die mögliche Gefahrenzone zwischen Maas und Brüssel“ zu verlegen. So erwog Eisenhower gegen den heftigen Protest der amerikanischen Generäle, dem Briten Montgomery ab 20. Dezember die Führung im Norden und somit auch den Oberbefehl über die 1. US-Armee und die 9. US-Armee zu übertragen: „Der ordnende Eingriff in das interalliierte Befehlsgefüge kam nicht eine Minute zu früh, denn die Schlacht glitt der Führung bereits aus den Händen.“

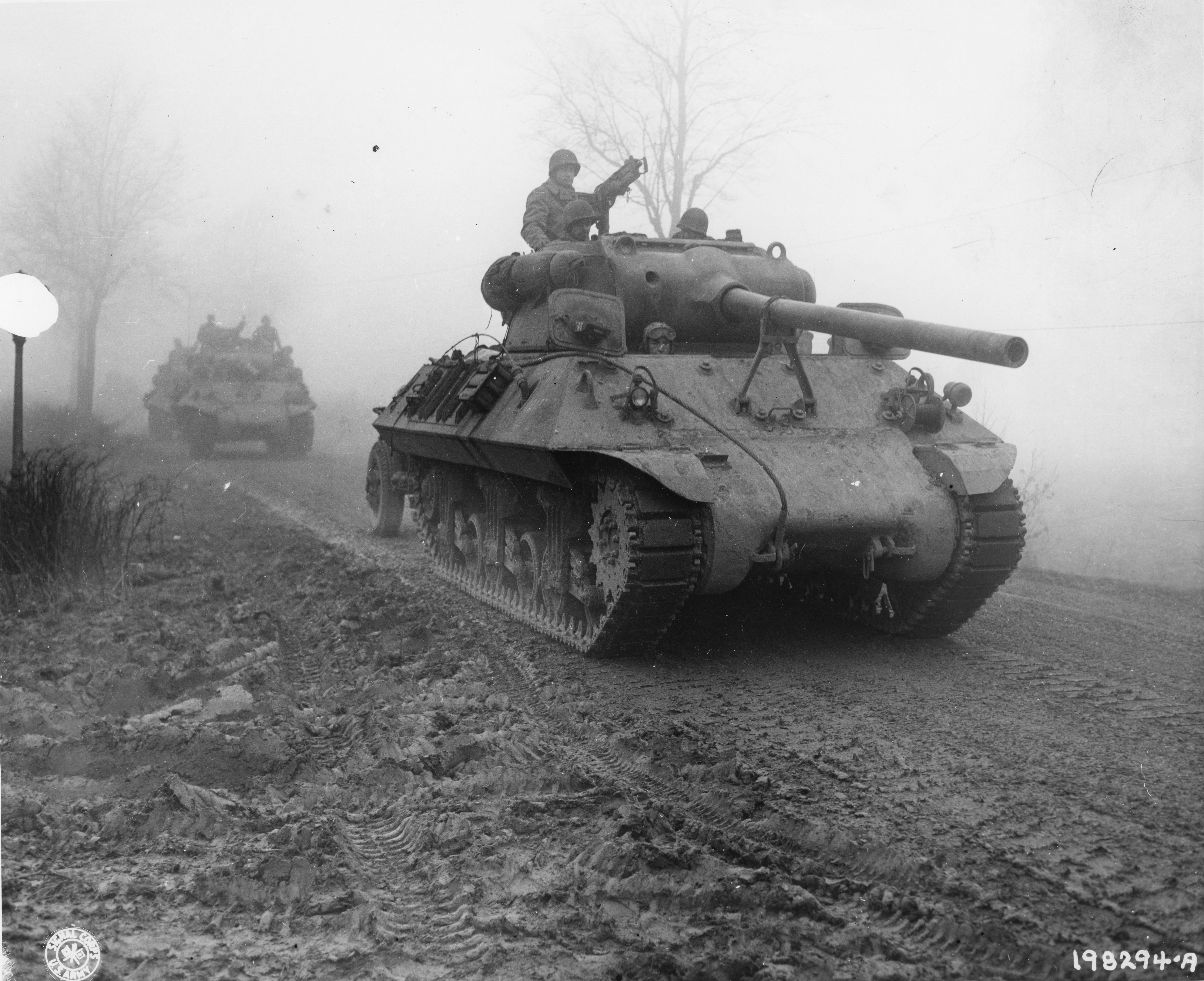
M36-Panzer der 82. US-Luftlandedivision bei Werbomont, 20. Dezember 1944

Am Abend des 19. Dezember war die Lage für die Alliierten noch „sehr viel ernster geworden. […] Es waren keine amerikanischen Kräfte verfügbar, […] die zwanzig Meilen breite Lücke zwischen der 101. Luftlandedivision [in Bastogne] und der 82. Luftlandedivision um Werbomont zu schließen. Durch dieses Tor marschierten die Deutschen auf den Maasabschnitt Namur – Dinant – Givet los, der praktisch unverteidigt war. […] Überschritten die Deutschen die Maas, blieb als einzige Reserve, sie aufzuhalten, das britische XXX. Korps.“
„Bradleys Gegenmaßnahmen waren weit hinter dem Tempo der Schlacht hinterhergehinkt, und am Abend des 19. Dezember war er nicht mehr in der Lage, sie beeinflussen zu können.“ Er besaß keinen Kontakt zu Hodges, der versuchte, „seine zerfallende Südflanke“ und gleichzeitig „die Nordflanke umzubilden“ – „(zuviel) für einen Armeestab.“
20. Dezember 1944
Am Vormittag setzte Eisenhower seine Entscheidung um – er rief „selber Bradley an, und es ergab sich ein langes und hitziges Gespräch. […] Eisenhower beendete das Gespräch mit den Worten: ‚Nun also, Brad, es ist mein Befehl.‘“ Die alliierte Front war nun unterteilt: Montgomery kommandierte den nördlichen, Bradley den südlichen Abschnitt.
Im Süden scheiterten die Angriffe auf Bastogne. Manteuffel „fuhr selbst mit der Panzer-Lehr-Division nach vorn, leitete sie um Bastogne herum und ließ sie am 21. auf St. Hubert vorstoßen. Die 2. Panzer-Division umging den Ort im Norden.“ Der Befehlshaber in der Stadt, Anthony McAuliffe, lehnte eine Übergabe ab. „Es war ihm klar, daß die Behauptung des Platzes starke deutsche Teile band. […] Die links von der 5. Panzerarmee angreifende 7. Armee, deren Aufgabe es eigentlich gewesen wäre, die von Süden auf Bastogne führenden Straßen zu sperren, erzielte nur anfangs einige Erfolge. […] Daher mußte die 5. Panzerarmee aus ihren eigenen Reihen stärkere Teile nach und nach zum Flankenschutz abzweigen, so daß die Spitze ihres Angriffskeiles immer dünner wurde.“
Kritisch wurde die Lage der 7. US-Panzerdivision in St. Vith, das an der Spitze eines in das von den Deutschen bereits eroberte Gebiet hineinragenden tiefen Keils lag („Hufeisenlinie“). Der Kommandeur Hasbrouck hatte keine Kontakte mehr und konnte einen Lagebericht nur per Kurier übermitteln.

### Kommandoübernahme Montgomery
Bereits am 18. Dezember – noch bevor Eisenhower den Einbezug des Briten in Betracht zog – hatte Montgomery „seine eigenen Verbindungsoffiziere an die amerikanische Front“ geschickt: „Zur Mittagsstunde des 20. Dezember berichteten sie ihm aus erster Hand.“ Als er wenig später im Hauptquartier der 1. US-Armee eintraf, war er besser unterrichtet als Hodges selber. Einer seiner Stabsoffiziere berichtete: „Der Feldmarschall schritt in Hodges’ Hauptquartier wie Christus in den Tempel, um ihn zu reinigen.“ Die Delegation des Kommandos im Norden des Schlachtfeldes an den britischen Feldmarschall führte zu heftigen Reaktionen im US-Heer, in der US-Presse und in der Öffentlichkeit.

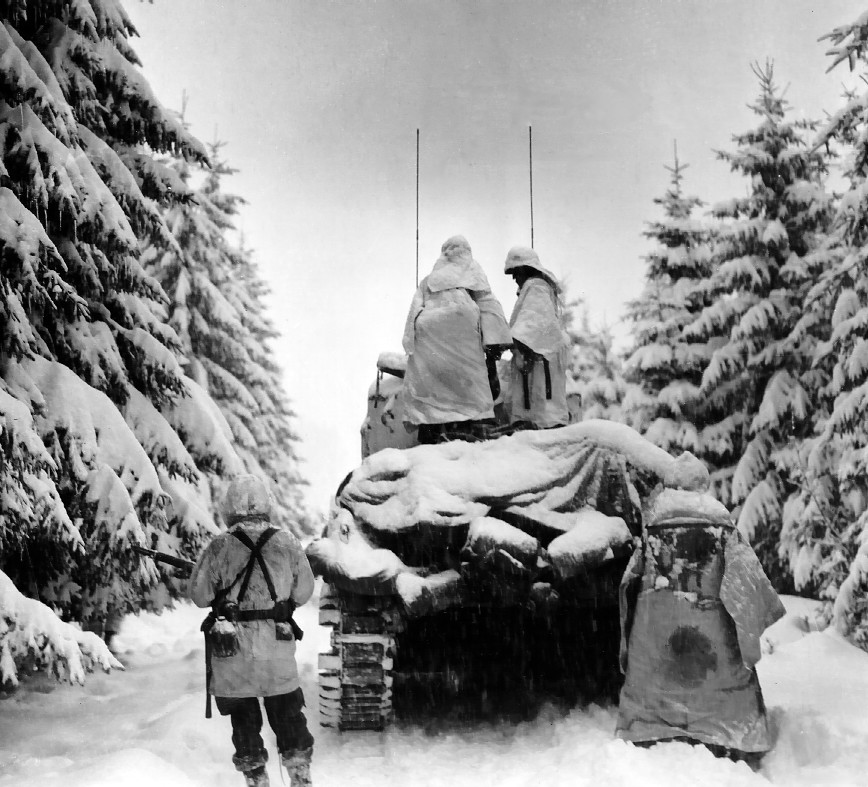
Gepanzerter Spähtrupp der 82. US-Luftlandedivision bei Herresbach

Montgomery fing sich jedoch wieder und zuerst ging es auch nur darum, unmittelbar auf das bestehende Chaos zu reagieren. Klar war, dass der Schwerpunkt der Offensive nun bei der 6. Panzerarmee lag. Die Bereiche der 9. und der 1. Armee wurden nach Westen verschoben und der Brite versuchte, den Amerikanern die Notwendigkeit zu vermitteln, exponierte Frontvorsprünge zurückzunehmen (vor allem des ‚Hufeisens‘) und die Linie zu verkürzen. Hodges wollte jedoch angreifen, Montgomery lenkte ein: In der Nacht zum 21. Dezember vollendete die 82. Luftlandedivision unter Matthew B. Ridgway zwar „die Umfassung der angreifenden Kolonne Peipers und stellte mit der Westseite des ‚Hufeisens’ von St. Vith Verbindung her“, …
21. Dezember

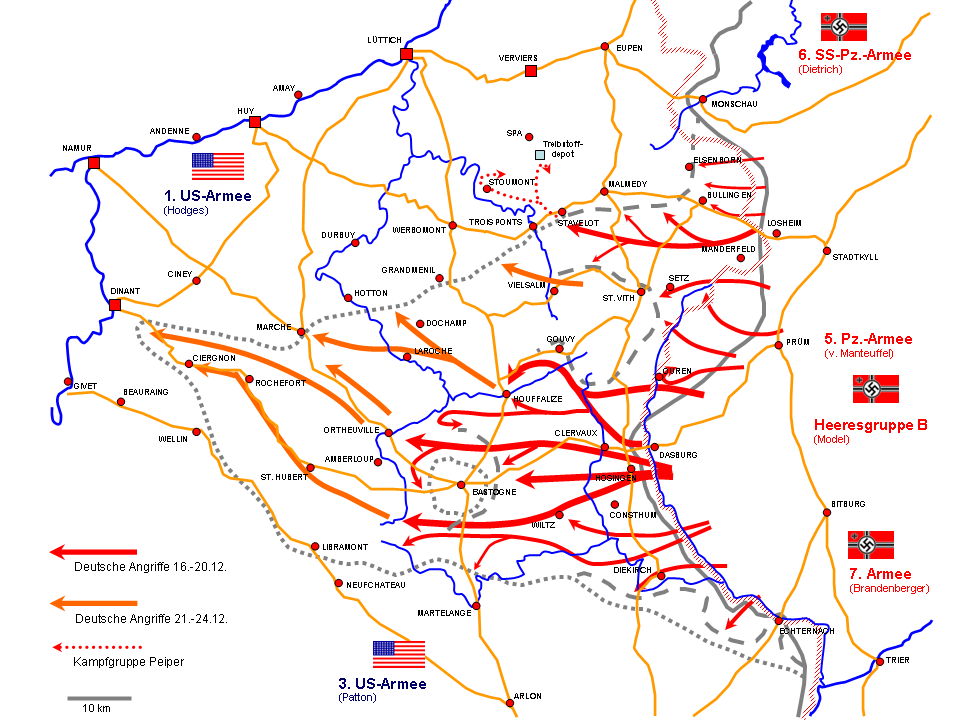
Angriffsphasen 16. bis 24. Dezember 1944. Straßenverbindungen

… doch hatte die 116. Panzer-Division am Morgen darauf „mit einem schnellen Vorstoß im Ourthetal seine [Ridgways] Westflanke überflügelt [… und] griff bereits, tief in seinem Rücken, das dreißig Meilen westlich von St. Vith gelegene Hotton an.“ Kurz darauf „war St. Vith genommen, und Ridgway sah sich vom 2. SS-Panzerkorps mit voller Wucht angefallen. Weit entfernt, die Lücke zu schließen, wurde nun die 1. Armee durch rasch aufeinanderfolgende Angriffe zurückgeprellt.“ Diese Angriffe wurden von zwölf deutschen Divisionen, darunter sieben Panzer-Divisionen, vorgetragen.

## Zweite Kampfphase (21. bis 31. Dezember)
Der Überraschungsangriff am 16. Dezember war gelungen und auch die Einsätze hinter den amerikanischen Linien hatten Wirkung gezeigt. Am Südflügel gelang es jedoch nicht, den Verkehrsknotenpunkt Bastogne zu nehmen (dort lagerten drei Millionen Gallonen Treibstoff), in der Mitte hielt sich St. Vith und im Norden kamen die SS-Panzer-Divisionen nicht voran. Einzig die Kampfgruppe Peiper, die sich Verbrechen zuschulden kommen ließ, konnte durchbrechen; sie scheiterte kurz vor der Möglichkeit, ein riesiges Treibstofflager (elf Millionen Gallonen) zu erobern, und wurde selbst eingekesselt. Doch beruhten die amerikanischen Abwehrerfolge auf dem Widerstand einzelner, meist isolierter Einheiten; das alliierte Befehlsgefüge befand sich am 21. Dezember noch in der Reorganisation. Die deutsche 5. Panzerarmee im Südbereich blieb weiterhin offensiv und die 6. Panzerarmee hatte nun mit Verstärkungen zum erneuerten Angriff angesetzt.
Montgomery übernahm nun mit Nachdruck die Führung und ließ sich nicht mehr „durch diese oder jene Entwicklung oder Vorhersage aus dem Konzept bringen. […] Er wollte zuerst die Deutschen frontal aufhalten, um sie von ihrem strategischen Marschziel wegzudrücken und zu zwingen, nach Südwesten vorzustoßen, wo sie kein Unheil anrichten konnten.“

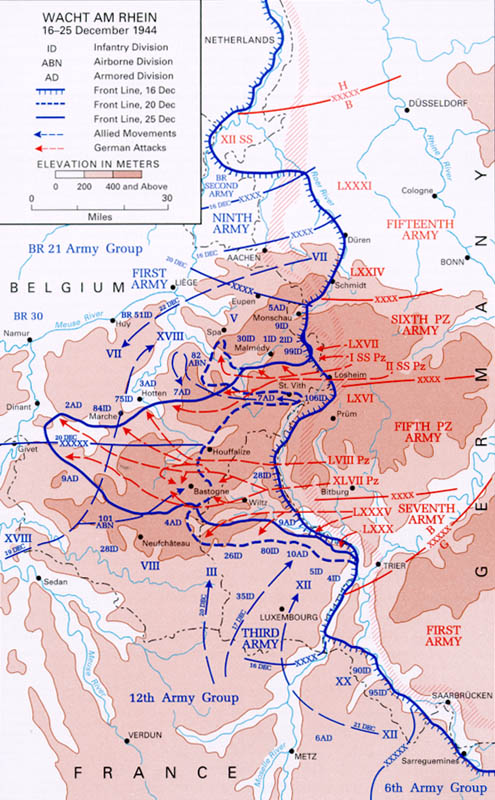
Die zweite Angriffsphase (Pfeilspitzen zur äußeren Linie)

Der erste Angriff der 6. Panzerarmee „richtete sich gegen den Abschnitt Malmédy – Butgenbach – Monschau und wurde ohne Rücksicht auf Verluste 48 Stunden lang fortgesetzt.“ Der zweite Angriff (durch die 5. Panzerarmee) trieb die 7. US-Panzerdivision aus St. Vith und über die Salm zurück und öffnete die Straße nach Houffalize und St. Hubert. Der dritte Angriff (durch die 2. und die 9. SS-Panzer-Division) richtete sich gegen den bereits verkleinerten Frontvorsprung der 82. Luftlandedivision und erzwang die Öffnung der Straße von St. Vith – Vielsalm – Laroche. „Der vierte Angriff mit dem Ziel, diese Route über Marche nach Namur zu verlängern, wurde vereitelt, aber südwestlich von Marche stieß die 2. Panzer-Division an Rochefort vorbei bis zum letzten Höhenrücken vor der Maas.“
22. Dezember

Ab dem 21./22. Dezember begann sich der Einfluss des russischen Hochdruckgebiets auf Mitteleuropa wieder auszuweiten und deutlich kältere und trockenere Luft stieß langsam von Osten über Deutschland auf die Ardennen vor.
Es bildete sich eine dünne Schneedecke und der Himmel klarte auf.
„Am ersten Tag flog die 9. taktische Luftflotte der Alliierten allein 1200 Einsätze gegen die deutschen Nachschubeinheiten.“ Zudem näherten sich massive Verstärkungen dem Kampfraum: „Auf der Südflanke der Bresche waren zwei Korps von General Pattons 3. amerikanischer Armee nach Norden eingeschwenkt, und am 22. eröffnete eines von ihnen einen starken Angriff auf der Straße Arlon–Bastogne.“

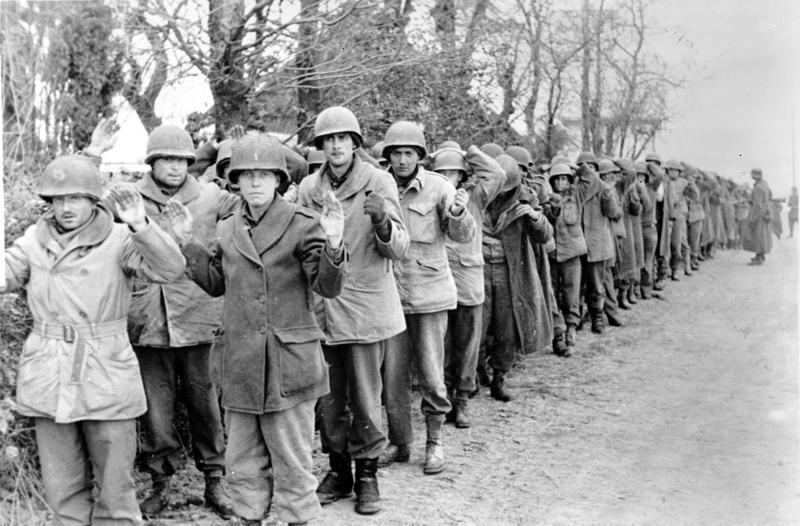
Kriegsgefangene US-Soldaten, 22. Dezember 1944

Im Norden setzte sich Montgomery gegen die US-Truppenführung durch und „bewahrte die tapferen Verteidiger von St. Vith [durch rechtzeitige Räumung] vor der Vernichtung“. Er bestand nach einem Durchbruch der 2. SS-Panzer-Division gegen den Widerstand des US-Kommandeurs auch darauf, die 82. US-Luftlandedivision zurückzuziehen. „Für ihn war das nur ein taktisches Manöver, für Ridgeway hingegen vor allem eine Sache der Ehre und der Kampfmoral seiner Truppen.“ Die Amerikaner wollten dem Gegner alle verfügbaren Einheiten unmittelbar entgegenwerfen – „keinesfalls aber wollte Montgomery die zum Gegenangriff bestimmten Kräfte in die Abwehrschlacht hineingezogen haben.“
Nach der völligen Einschließung von Bastogne am Vortag lehnte der kommandoführende Brigadegeneral Anthony McAuliffe eine Übergabeaufforderung des Generals Heinrich von Lüttwitz ab.
23. Dezember

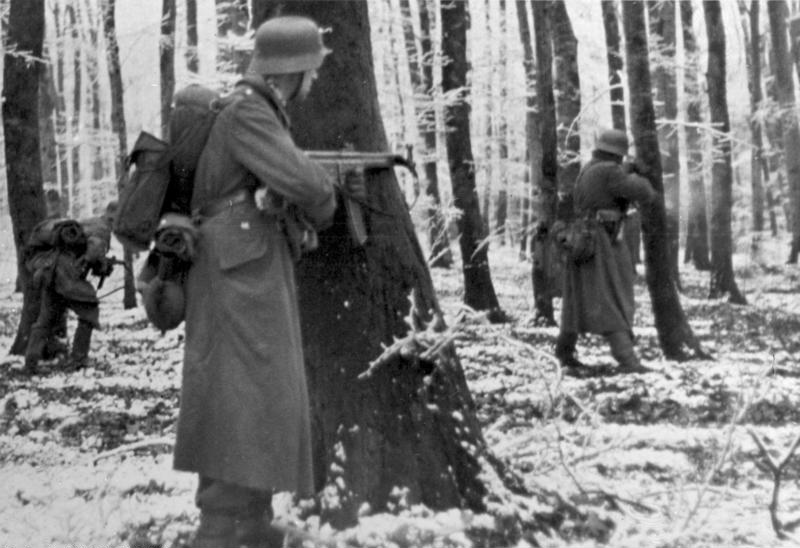
Deutsche Grenadiere beim Feuerkampf, 22. Dezember 1944

Pattons Entsatzangriff auf Bastogne wurde fünf Meilen vor dem Einschließungsring gestoppt und „von einem heftigen Gegenangriff zurückgetrieben.“ Da die Munitionsvorräte der Belagerten schwanden, spitzte sich die Schlacht um Bastogne zu. „Die Deutschen führten ihren bisher schwersten Angriff, zerschlugen die Südostecke des Kessels und nahmen eine beherrschende Höhe. Einige Panzer brachen bis in die Straßen der Stadt durch, aber die Amerikaner riegelten schnell ab. Am Morgen war die Bresche wieder geschlossen.“
24. Dezember

Auch über die Weihnachtstage war es überwiegend sonnig und niederschlagsfrei bei kalten Nächten und Tagestemperaturen um den Gefrierpunkt, so dass sich die Bodenoperationen der Wehrmacht durch die nun wieder herrschende Luftüberlegenheit der Alliierten erschwerten.
Manteuffels Stoß zur Maas, der „den Raum 5 km ostwärts Dinant erreichte“, blieb infolge Treibstoffknappheit liegen. „Die Aufklärungsabteilungen der 2. Panzer-Division und Teile des nachfolgenden Gros wurden von amerikanischen Verbänden abgeschnitten.“ St. Hubert wurde von Kräften genommen, die ebenfalls Bastogne umgangen hatten.
„Am Weihnachtsabend gelang es Manteuffel, unmittelbar mit Hitlers Hauptquartier telefonische Verbindung zu erhalten, um die Tatsachen darzulegen und Vorschläge zu machen“ – er genoss hohe Wertschätzung bei Hitler – und schlug Jodl eine aufgrund der Lage neue Planung vor: Er wollte auf seinem Flügel die Maas nicht überschreiten, sondern „kreisförmig nach Norden zum nahen Maasufer vorstoßen, um die ostwärts des Flusses stehenden alliierten Kräfte abzuschneiden und die Flusskrümmung auszufegen […] und so auch der 6. Panzerarmee vorwärts helfen.“ Manteuffel: „Ich schloß unter Hervorhebung folgender Punkte: Ich muß heute nacht Antwort haben; die OKW-Reserven müssen genügend Benzin haben; ich werde Luftunterstützung brauchen“. In der Nacht gab es einen weiteren Kontakt, „aber Jodl sagte mir, daß der Führer noch keine Entscheidung getroffen habe. Alles, was er im Augenblick tun könnte, sei, daß er mir eine weitere Panzer-Division zur Verfügung stellt.“
Inzwischen hatte sich auch Model in die Gespräche eingeschaltet: Noch „könne der Aachener Frontvorsprung beseitigt werden. Model wies darauf hin, daß die zu dem Angriff nach Norden erforderlichen Kräfte freigesetzt werden könnten, wenn der Führer seinen Plan der Offensive im Elsaß aufgebe, deren Beginn auf den Neujahrstag festgesetzt war. Hitler wies den letzten Vorschlag ab. Er stimmte nur dem Vorschlag zu, daß zunächst Bastogne genommen werden müsse.“ So hatte Manteuffel nur für den ersten Akt freie Hand.
25. Dezember

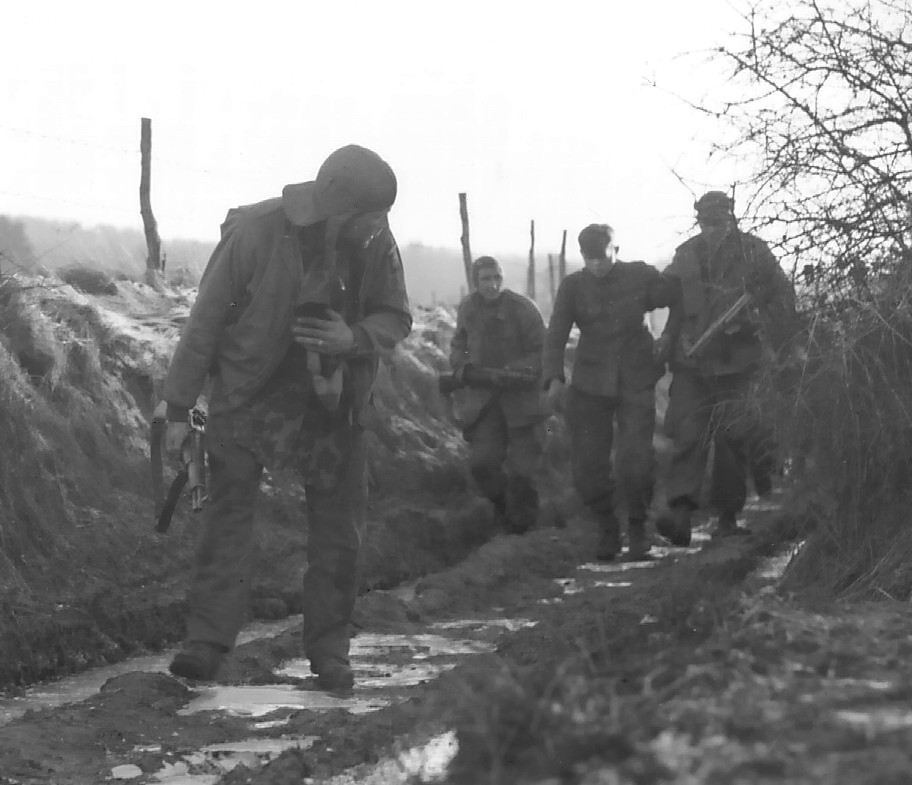
US-Patrouille mit einem gefangenen SS-Soldaten, 25. Dezember 1944

Er setzte die 15. Panzergrenadier-Division auf die Nordwestecke an: „Die Deutschen griffen am ersten Weihnachtsfeiertag um 03.00 Uhr an“, hatten bei Tagesanbruch zwei Breschen geschlagen, wurden jedoch abgeriegelt: „Von den achtzehn durchgebrochenen Panzern wurde jeder außer Gefecht gesetzt, von der Infanterie entkam nicht ein Mann. Am Vormittag war die amerikanische Front wieder hergestellt.“
Zur gleichen Zeit wartete seit anderthalb Tagen „die Vorhut der 2. Panzer-Division“ auf dem Höhenrücken über Dinant und harrte ungeduldig auf Brennstoff und Verstärkung zum letzten abschließenden Sprung den Westhang der Ardennen hinunter an die Maas. Die Masse der Division hatte Rochefort genommen und marschierte weiter nach Westen. Doch „in ihrer linken Flanke konnte die Panzer-Lehr-Division […] nicht mit starken Kräften über St. Hubert hinauskommen, und in ihrer rechten Flanke war die 116. Panzer-Division zwischen Marche und Hotton unvermittelt zum Stehen gebracht worden. Von den Panzerreserven, die Hitler v. Manteuffel zugesagt hatte, war eine Division auf Butgenbach abgezweigt worden, eine andere in den Kampf um Bastogne verwickelt und die dritte, die sich Marche erst näherte, wegen Treibstoffmangels zurückgeblieben.“
Die deutsche 2. Panzer-Division blieb isoliert. Inzwischen hielt „die gesamte amerikanische 2. Panzer-Division [unter General Joe Collins] in überwältigender Stärke auf ihre rechte Flanke (zu)“. Die Deutschen hatten Zeit, sich stark zu verschanzen und in den Mittagstunden begann der Kampf.
26. Dezember

Die deutsche Vorhut bei Dinant kämpfte ohne Treibstoff darum, „ihre Vernichtung abzuwenden […] während ihre Division, unterstützt von Einheiten der Panzer-Lehr-Division und der 9. Panzer-Division vergeblich zur Entsetzung der Vorhut durchzubrechen suchte“.
Den Truppen Pattons gelang es, „den Einschließungsring um Bastogne zu sprengen. Erst jetzt wurden zwei SS-Divisionen und zwei Infanterie-Divisionen freigegeben, die Stadt erneut von Südosten her einzuschließen“.
An der Front der 6. Panzerarmee gab es wenig Bewegung, da Montgomery die ihm unterstellten Truppen zum Gegenangriff umgruppierte.
„Bombenteppiche gingen auf allen Straßen nieder. Das nähere wie das weitere Hinterland der [deutschen] Front stand unter pausenlosen [Luft-]Angriffen, die sämtliche Verbindungen der Heeresgruppen zerschlugen. In zwei Teile gesprengt, von Artilleriefeuer stark mitgenommen, von Jagdbomberschwärmen ständig angegriffen, wurde die 2. Panzer-Division so gut wie aufgerieben.“

27. Dezember

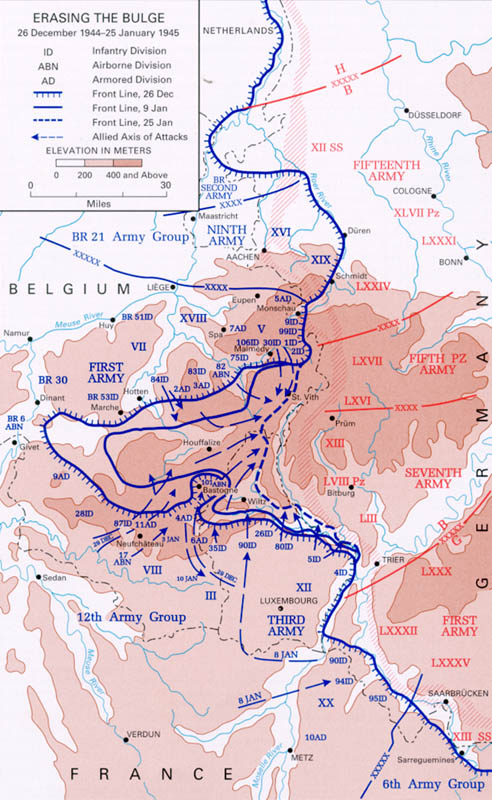
Die ‚quergestrichelte‘ Linie: auch gültig bis Ende Dezember (Ausnahme der US-Angriff westlich Bastogne)

Manteuffel versuchte, die Genehmigung zum Rückzug zu erhalten, doch „Hitler untersagte diesen Schritt nach rückwärts. So wurden wir, statt uns rechtzeitig abzusetzen, unter dem Druck der alliierten Angriffe Schritt für Schritt zurückgetrieben und erlitten unnötig schwere Verluste.“ Am Abend des Tages „rollten die Streitkräfte, die Dinant hatten nehmen sollen, wieder zurück nach Rochefort hinein“.
Die deutschen Reserven erreichten nach und nach Bastogne – „mit dem Auftrag […] die Stadt erneut von Südosten her einzuschliesen, und so blieb Bastogne bis Anfang Januar der Brennpunkt der Schlacht“.
„Die Aufschiebung des Angriffs im Norden [durch Montgomery] wurde von Bradley und Patton äußerst übel vermerkt.“ Sie unterstellten, er wolle die vier in Reserve zurückbehaltenen britischen Divisionen nicht einsetzen. Der Brite hingegen war nicht an einem kontinuierlichen Angriffsgeschehen interessiert, er war entschlossen, eine starke Streitmacht für den Augenblick zur Hand zu haben, wo die deutschen Reserven gebunden wären. […] Zudem blickte Montgomery weit über die Ardennen hinaus. Die Briten hatten, anders als die Amerikaner, keine frischen Divisionen mehr zu erwarten, und so lag ihm sehr daran, sein XXX. Korps für die kommende Schlacht im Rheinland zu erhalten.
28. Dezember

Nun versuchte v. Rundstedt als Oberbefehlshaber West, „Hitler zu überreden, alle Offensivoperationen einzustellen und seine Armeen herauszuziehen, ehe die Alliierten in voller Stärke zum Gegenangriff schreiten würden.“ Bei der Besprechung mit den Oberbefehlshabern der für den 1. Januar 1945 vorbereiteten Offensive im Elsass erklärte Hitler, zwar habe der Angriff in den Ardennen „leider nicht zu dem durchschlagenden Erfolg geführt […], den man hätte erwarten können“, machte aber geltend, dass der Gegner seine Pläne habe aufgeben müssen und von einem baldigen Kriegsende nicht mehr reden würde, so „schon jetzt eine ungeheure Entspannung eingetreten (sei).“ Der Erfolg im Elsass würde die Drohung gegen die linke Flanke in den Ardennen beseitigen, so dass die Offensive dort „mit neuer Erfolgsaussicht wieder aufgenommen werden könne“. Model habe seine Position in den Ardennen zu festigen, die Truppen umzugruppieren und „gegen den Frontvorsprung von Bastogne einen neuen, machtvolleren Angriff [zu] richten.“

### Alliierte Planung
Am 27. Dezember schlug Bradley vor, Pattons Vormarsch mit der 3. Armee zu verstärken und „mit der 1. Armee unverzüglich einen großen Angriff gegen die Nordflanke des Frontvorsprungs zu führen.“ Am 28. Dezember besprachen Eisenhower und Montgomery den Vorschlag. Der Brite warnte, dass im Norden noch „7, wenn nicht 8 Panzer-Divisionen gegenüberstehe[n]“, es „die Amerikaner hohe Verluste kosten (würde), besonders die Infanterie, der es bereits ernstlich an Ersatz fehle“. Er erwarte auch noch einen deutschen Angriff im Norden, wolle diesen erst zurückwerfen und dann den Gegenschlag führen. Eisenhower räumte den Vorzug dieser Überlegung ein, „doch lag ihm sehr daran, daß nicht zu lange gewartet werde. Man beschloß daher, die Gegenoffensive, sollten die Deutschen vorher nicht wieder angreifen, am 3. Januar zu eröffnen.“
Offiziell sprach man in der deutschen Propaganda in den „letzten Tagen des Jahres […] von einer ‚Bewegungsschlacht größten Ausmaßes’“ in den Ardennen, doch vermerken die Chronisten zu diesem Zeitraum keine entsprechenden Ereignisse bzw. ausschließlich Positionskämpfe bei Bastogne.

### Offensive im Elsass (Unternehmen Nordwind)
Der Angriff im Süden der Rheinfront, der von Hitler im Zusammenhang mit der Ardennenoffensive in der Nacht zu Neujahr 1945 geplant war, „um im Westen halbwegs wieder eine Bereinigung herbeizuführen“, kam im Hauptstoß gegen die Zaberner Senke rasch zum Stehen. Östlich der Vogesen lief der Angriff ins Leere, weil die 7. US-Armee sich auf die Maginot-Linie zurückzog. Auch der Stoß aus dem Colmarer Brückenkopf blieb ohne den vorgesehenen Erfolg. Die Operationen der 3. US-Armee (Patton) wurden durch das Unternehmen Nordwind nicht beeinflusst.

## Januar 1945
Die Wetterlage hatte sich kurz vor Silvester 1944 wieder verschlechtert und leichte Schneefälle bis ins Flachland setzten ein. Im weiteren Verlauf traten ab dem 7. Januar massive Schneefälle und in der Folgezeit starker Frost auf, welche die Operationen auf beiden Seiten massiv erschwerten und sich in den Erinnerungen vieler Soldaten wiederfinden. Erst zum Monatswechsel Januar/Februar 1945 setzte wieder deutliches Tauwetter ein.

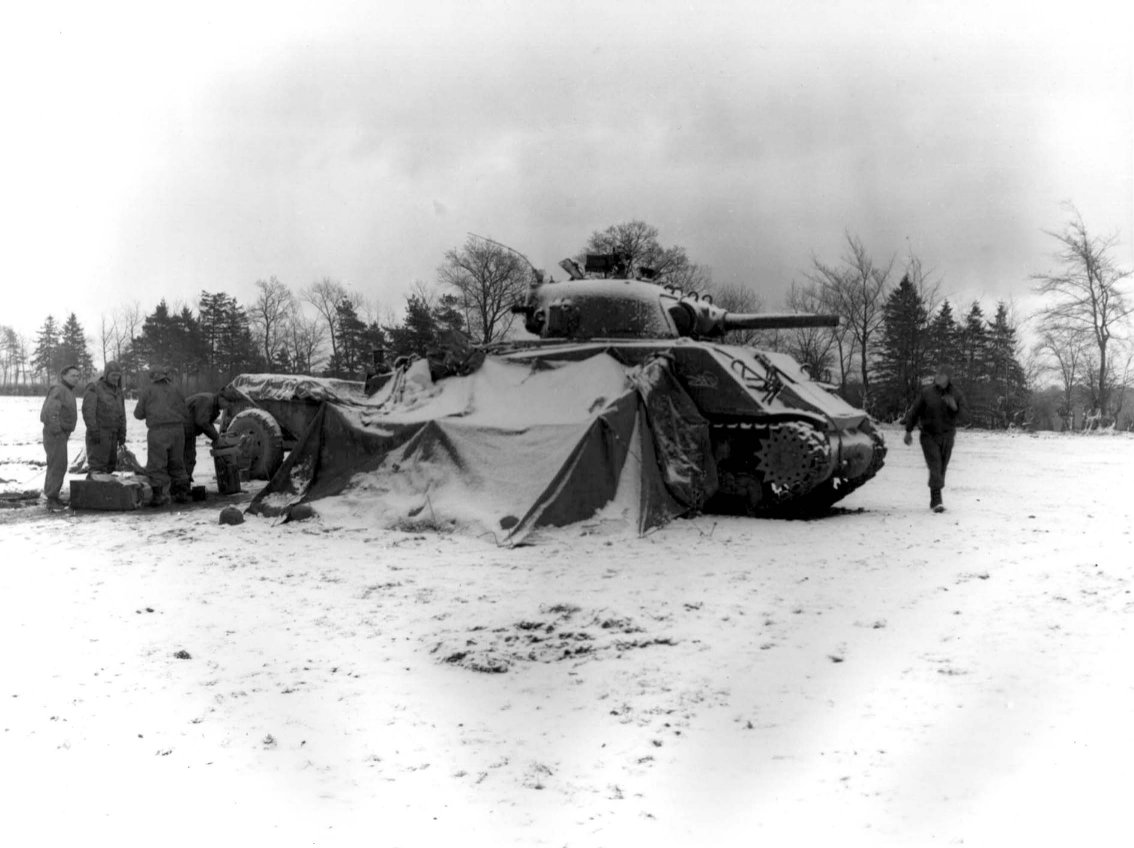
Panzersoldaten der ersten US-Armee versammeln sich auf dem schneebedeckten Boden in der Nähe von Eupen, Belgien, um ein Feuer und öffnen ihre Weihnachtspakete (30. Dezember 1944)

„Anfang Januar griffen sechs Divisionen der Armee Pattons von Süden an mit dem Ziel, die Bastogner Ausbuchtung zu erweitern. […] Von der OKW-Reserve wurden drei frische Infanterie-Divisionen herangeführt, und Dietrich mußte 4 Panzer-Divisionen [vom Nordflügel] an v. Manteuffel abgeben. […] Die Schlacht, die sich daraus [am 3. und 4. Januar] entwickelte, war die erbittertste der ganzen Offensive und die verlustreichste, besonders für die neuen unerfahrenen amerikanischen Divisionen. […] Am 5. Januar begann der deutsche Ansturm nachzulassen. Jeder Gedanke an eine Eroberung Bastognes wurde aufgegeben, denn die Truppen, die damit beauftragt worden waren, wurden jetzt dringend gebraucht, um die Gegenoffensive der Verbündeten abzuwehren, die zwei Tage vorher Montgomery gegen die Nordflanke der Ausbuchtung eröffnet hatte.“

### Alliierte Gegenoffensive
Die britische Offensive (verstärkt durch die britische 6. Luftlandedivision) wurde gleichzeitig von Westen her durch einen amerikanischen Angriff ebenfalls mit Zielrichtung Houffalize, gegen den keilartigen deutschen Frontvorsprung, ergänzt. „Die Alliierten kamen nur langsam voran, denn der dichte Nebel machte die Versorgung aus der Luft unmöglich und schränkte die Möglichkeit des Einsatzes von Artillerie ein.“

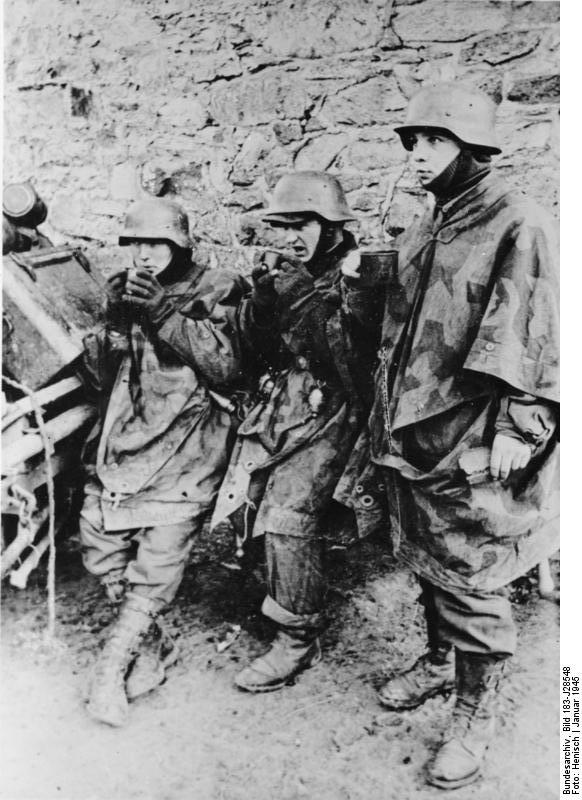
Kampfpause während des Rückzugs im Januar 1945

Beide Operationen „stießen auf einen Feind, der sich auf den bewaldeten Höhen gut eingegraben hatte und dessen Stellungen eine dichte Schneedecke tarnte. […] In fünf Tagen kamen die auf Houffalize drückenden Amerikaner nur fünf Meilen vorwärts. Dieser an sich geringe Gewinn war aber für Model Grund genug, die Genehmigung zum Rückzug aus den Westardennen zu fordern.“ Sieben von zehn der deutschen Panzer-Divisionen hatten „nur eine gute Straße in Besitz, […] die bereits unter Artilleriefeuer (lag)“.

„Am 8. Januar konnte Hitler nicht länger leugnen, daß die meisten seiner übriggebliebenen Panzer eingeschlossen zu werden drohten, und ermächtigte Model, den Raum westlich von Houffalize aufzugeben. Mit diesem verzögert und verspätet gefaßten Entschluß gab Hitler zu, daß die Ardennenoffensive fehlgeschlagen war.“

Deutsche Rückzugskämpfe

Der deutsche Rückzug wurde von langsam zurückweichenden Nachhuten gedeckt. „Am 11. Januar hatte sich die Lage der Alliierten gefestigt“ und am 12. Januar gingen zwei Divisionsgruppen Pattons um Bastogne vor: „Die beiden Gruppen (vereinigten sich) in der Nähe von Bras. Rund 15 000 deutsche Elitesoldaten – darunter der größte Teil der 5. Fallschirmjäger-Division – [war eingeschlossen]. Die Schlacht um Bastogne war zu Ende. […] Am 17. Januar, dem Tag nach der Vereinigung der Ersten und der Dritten [US]-Armee bei Houffalize [… übernahm] Bradley wieder den Befehl über Hodges’ Erste Armee [von Montgomery].“

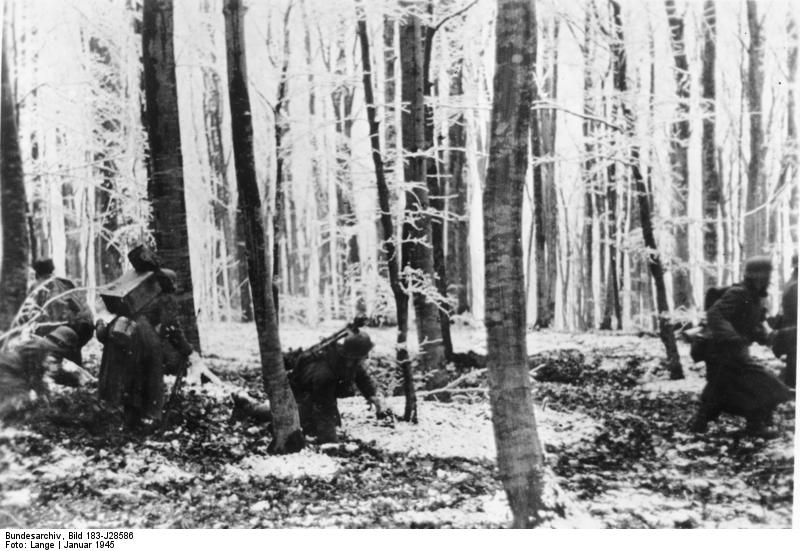
Gefechtskontakt während des Rückzugs im Januar 1945

„Am 19. Januar wütete in den Ardennen ein Schneesturm, […] der den amerikanischen Vorstoß auf St. Vith zum Stillstand brachte. […] Am 21. Januar hatte sich der Schneesturm gelegt, [… und] gegen Mitternacht (des 23. Januar) war St. Vith wieder fest in der Hand der Kampfgruppe B [der 7. US-Panzerdivision]. […] Die Schlacht um den Keil war zu Ende. […] Die Kämpfe verlagerten sich weiter nach Osten, auf deutsches Gebiet.“
Der in der Ardennenoffensive gewonnene Raum ging im Zuge der alliierten Gegenoffensive bis Februar 1945 wieder vollständig verloren.

## Luftkämpfe
Der operative Umschwung in der Offensive, die das erste Etappenziel – „die Gewinnung von Übergängen über die Maas“ – nicht erreichte, erfolgt „nachdem bei klarem Wetter seit 21. die alliierte Luftüberlegenheit voll zur Geltung kommt. Allein vom 16.–24.12. verliert die dt. Luftwaffe 1088 Flugzeuge, während etwa am 24. die Alliierten 6000 Einsätze gegen die dt. Kräfte fliegen.“
General der Jagdflieger, Adolf Galland, der die „Jagdwaffe“ zu Gunsten der Reichsverteidigung vorgesehen hatte, schreibt:

„Die Jagdwaffe erhielt ihren Todesstoß in der Ardennen-Offensive. Unter ungewohnten Verhältnissen, mit mangelnder Ausbildung und mangelnder Kampferfahrung kam die zahlenmäßige Stärke unserer Jäger überhaupt nicht zur Entfaltung. Sie wurden in der Verlegung am Boden und besonders während der Weihnachtsfeiertage, dezimiert und schließlich aufgerieben. Den Abschluss dieses tragischen Kapitels bildet das sogenannte ‚Unternehmen Bodenplatte‘.“

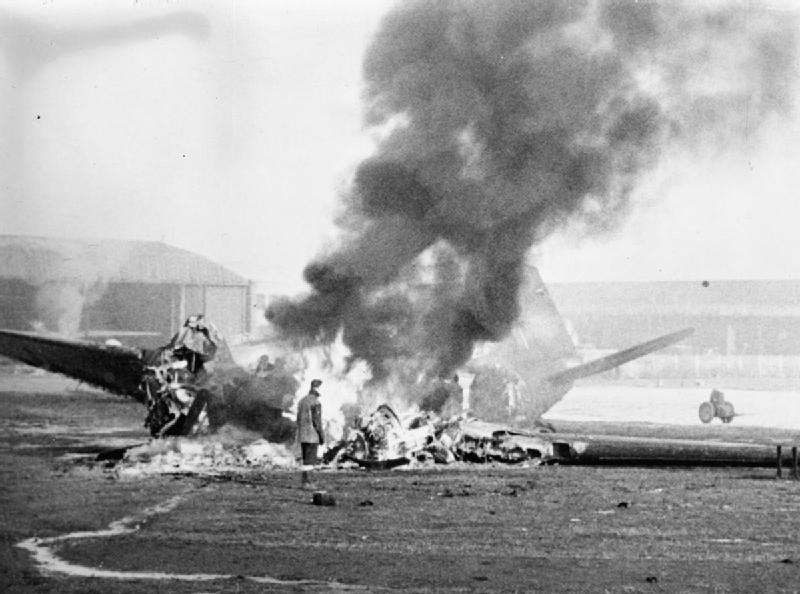
Zerstörte Douglas Dakota während der Operation Bodenplatte in Melsbroek/Belgien

Am 1. Januar 1945 führte die deutsche Luftwaffe das Unternehmen Bodenplatte durch.
Dies war der letzte große Luftangriff der Luftwaffe; durch ihn sollte der Wehrmacht die Fortsetzung der Ardennenoffensive ermöglicht werden. Hunderte deutscher Flugzeuge griffen „alliierte Flugplätze in Nordfrankreich, Belgien und Holland an. Durch diese Aktion sollten die feindlichen Luftstreitkräfte schlagartig gelähmt werden.“ 465 alliierte Flugzeuge wurden bei dem Angriff zerstört oder beschädigt. Galland: „Drüben aber konnte man materielle Verluste schnell ersetzen. Wir opferten in diesem Gewalteinsatz die letzte Substanz.“ Die Deutschen verloren 277 Flugzeuge, davon 62 durch alliierte Jäger und 172 durch die alliierte und deutsche Flak. Die deutsche Flak war nicht informiert und feuerte vielfach bei der Rückkehr auf die eigenen Flugzeuge. Galland schreibt von einem „Totalverlust von fast 300 Jagdfliegern, darunter 59 Verbandsführer. Nur noch durch radikale Auflösung von Verbänden war der Rest zu erhalten.“

## Kriegsverbrechen

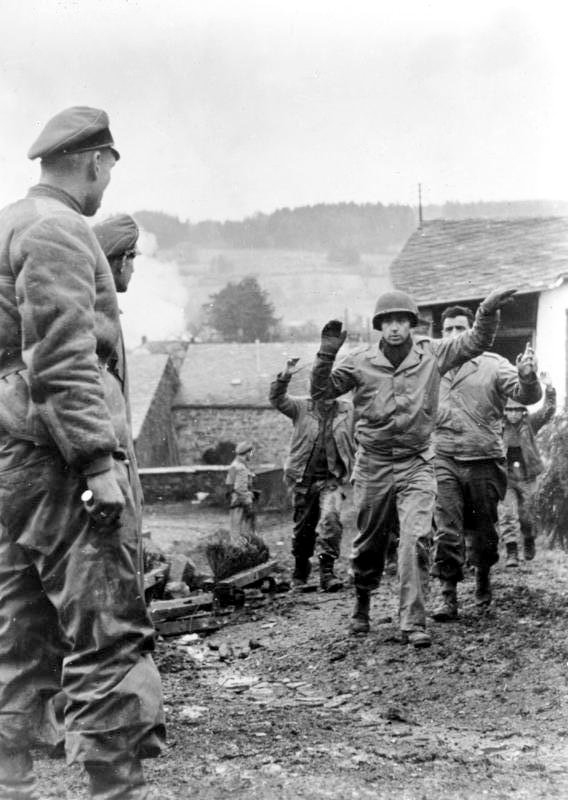
US-Soldaten des 3. Bataillons der 119. Infanterie ergeben sich der Kampfgruppe Peiper in Stoumont, Belgien (19. Dezember 1944)

### Auf deutscher Seite

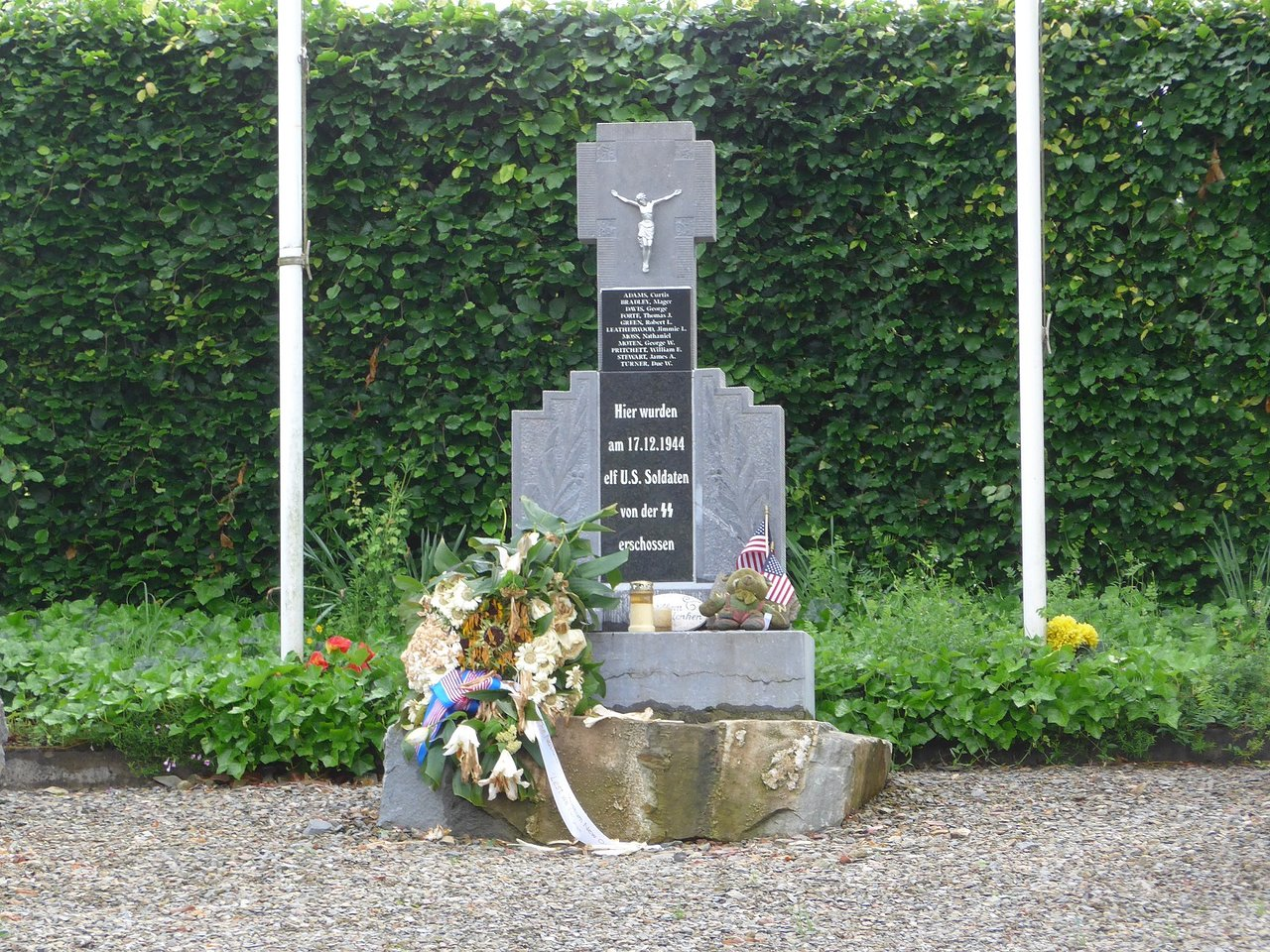
Gedenkstätte des Wereth-Massakers

In der Anfangsphase der Schlacht begingen Waffen-SS Soldaten das als Malmedy-Massaker bekannt gewordene Kriegsverbrechen in Baugnez bei Malmedy. Dabei wurden 82 amerikanische Kriegsgefangene von SS-Soldaten des SS-Panzerregiments 1 der 1. SS-Panzer-Division Leibstandarte SS Adolf Hitler erschossen. Mindestens zwei weitere derartige Massenerschießungen soll es noch bei Honsfeld (19 amerikanische Gefangene erschossen) und bei Büllingen (50 Gefangene erschossen) gegeben haben. Kommandeur des SS-Panzerregiments 1 war Joachim Peiper. Nach Kriegsende wurden Peiper und einige Waffen-SS-Untergebene vor Gericht gestellt und verurteilt (Malmedy-Prozess).
Am 17. Dezember 1944 wurden elf afroamerikanische Soldaten auf einem Bauernhof in Wereth (ein Ort mit acht Häusern bei Schönberg (Sankt Vith)) von einem SS-Trupp misshandelt und ermordet (Wereth-Massaker).
Am 18./19. Dezember 1944 verübten Angehörige der „Leibstandarte SS Adolf Hitler“ unter Führung von Peiper auch in Stavelot Kriegsverbrechen, 164 belgische Zivilisten wurden ermordet. Insgesamt ermordete die Leibstandarte in ihrem Gefechtsabschnitt über 250 Zivilisten, für die meisten Erschießungen war Sturmbannführer Gustav Knittel verantwortlich.

### Auf amerikanischer Seite
Bei einem Massaker im belgischen Chenogne (ca. acht Kilometer von Bastogne entfernt) erschossen amerikanische Soldaten am Neujahrstag 1945 mehrere Dutzend deutsche Kriegsgefangene aus der Wehrmacht, nachdem sie den Befehl erhalten hatten, keine Gefangenen zu machen. Der Bürgermeister von Chenogne fand am 3. Januar 1945 in dem bis auf ein Haus zerstörten Dorf die Leichen von 21 in einer Reihe erschossenen deutschen Soldaten. Das Verbrechen ist nicht aufgeklärt. Aussagen einiger beteiligter US-Soldaten deuten auf etwa 60 ermordete Gefangene hin.

## Folgen
Die schweren Verluste an Soldaten, Panzern, Kampfflugzeugen und Treibstoff beschleunigten den Untergang des Deutschen Reichs merklich. Nach dem Zusammenbruch der Offensive hatten die Deutschen ihre Fähigkeit zu raumgreifenden Unternehmen an der Westfront endgültig eingebüßt. Allerdings konnten die Westalliierten erst wieder Anfang Februar 1945 zum Angriff übergehen und erst Ende Februar wieder nennenswerte Geländegewinne verzeichnen, während die Rote Armee bereits Ende Januar 1945 bis an die Oder und die Pommersche Seenplatte vorgedrungen war. Dietrichs 6. Panzerarmee – die allgemein sogenannte 6. SS-Panzerarmee – war nach der Ardennenoffensive noch kampfkräftig. Hitler verlegte sie am 12. Januar, dem Beginn der sowjetischen Offensive an der Weichsel, gegen Guderians heftige Proteste nicht an die Weichselfront, sondern nach Südosten:
„12.1.: Abtransport der 6. SS-Pz.-Armee von der Westfront nach Ungarn (zur Rückgewinnung von Budapest und zum Schutz der ungar. Erdölfelder). Damit ist das vorübergehende Gleichgewicht im Westen wieder verlorengegangen. Die letzten dt. Reserven sind verbraucht.“ Bevor die 6. SS-Pz.-Armee in Ungarn eintraf, fiel am 13. Februar 1945 Budapest. Sie erhielt den Auftrag, im Rahmen der Plattenseeoffensive (ab 6. März 1945) die Rote Armee in Ungarn zurückzuwerfen. Auch diese Unternehmung scheiterte.
Mit zeitlicher Verzögerung erkannte auch die deutsche Bevölkerung das Scheitern der Ardennen-Offensive, wie Joseph Goebbels am 31. Dezember 1944 in seinem Tagebuch vermerkte. Entgegen der Erwartung vieler Zuhörer erwähnte Hitler in seiner letzten Silvesteransprache die Offensive nicht. In seinem Umfeld äußerte er gegenüber Nicolaus von Below düstere Untergangserwartungen und -drohungen. Gespräche mit Offizieren der Waffen-SS, die an der Offensive teilgenommen hatten, bestärkten den Waffen-SS-General Karl Wolff, für Italien eine Teilkapitulation anzustreben.
|           | Gefallene | Vermisste | Verwundete | Gesamt |
| --------- | --------- | --------- | ---------- | ------ |
| Deutsche  | 17.236    | 16.000    | 34.439     | 67.675 |
| Alliierte | 19.276    | 21.144    | 47.139     | 87.559 |

## Soldatenfriedhöfe und Gedenkstätten

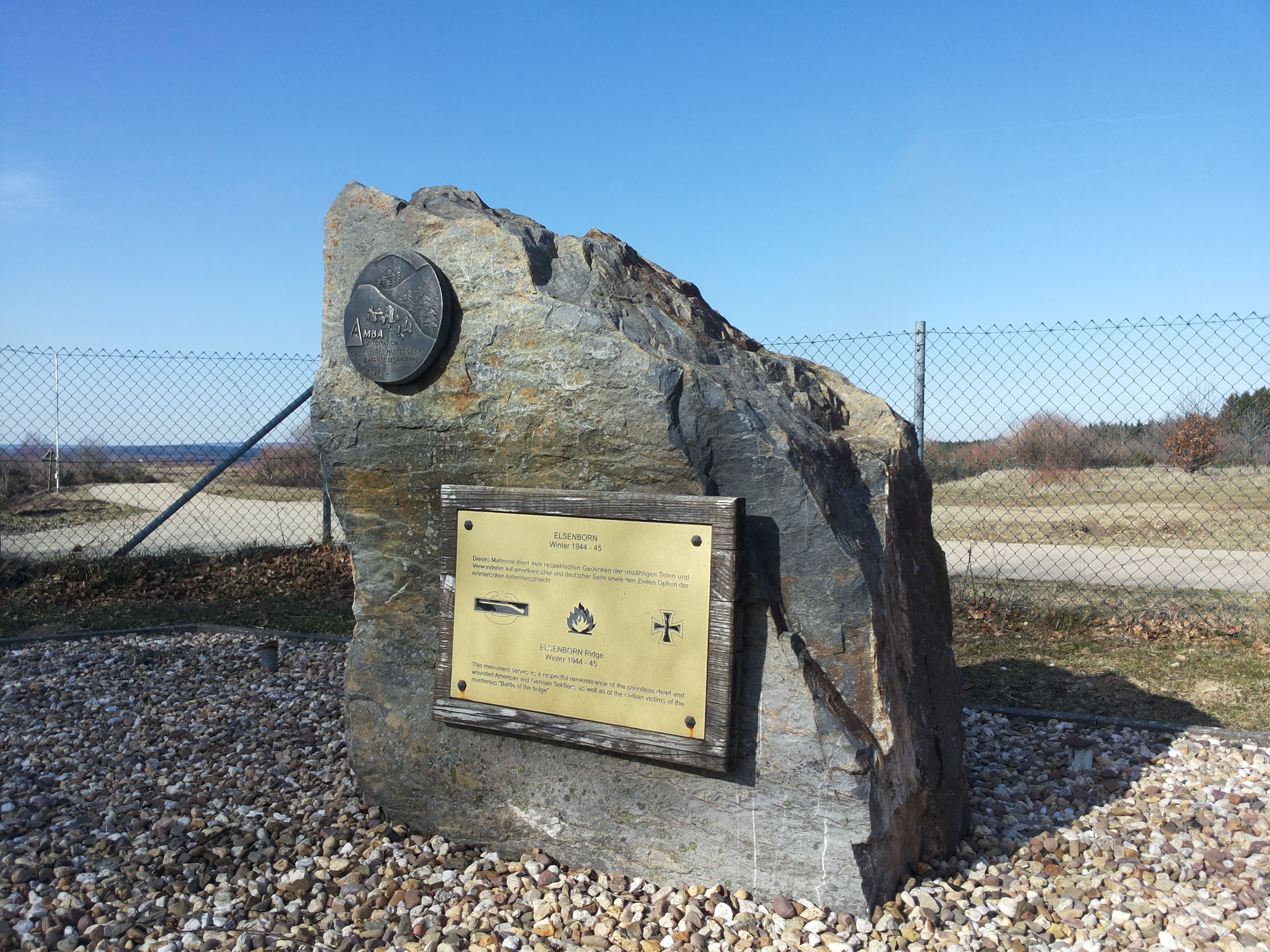
Mahnmal zum Gedenken der Opfer auf beiden Seiten

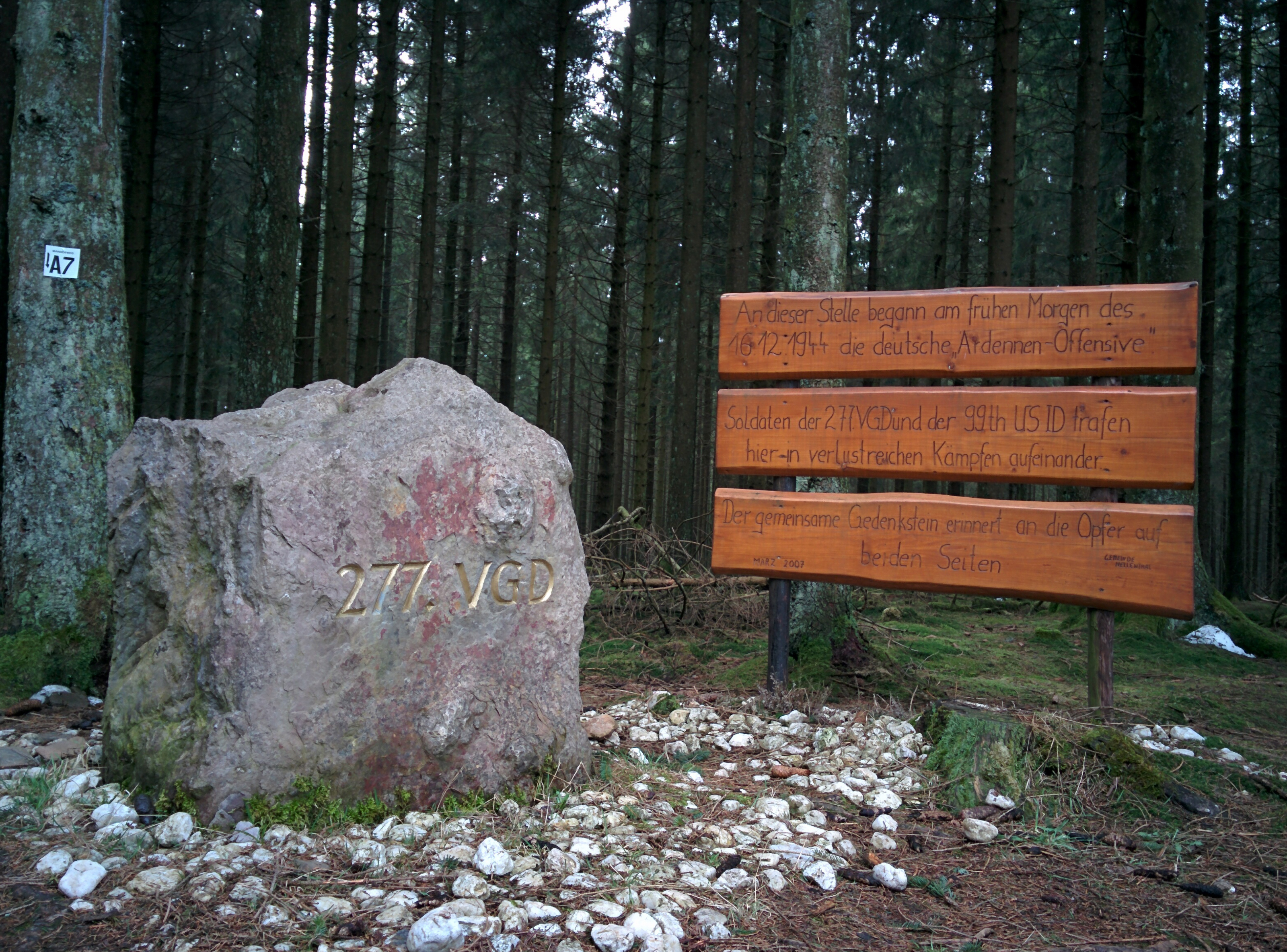
Gemeinsamer Gedenkstein an der Stelle des Beginns der Ardennenoffensive (bei Hollerath)

Das Mardasson-Denkmal wurde 1950 drei Kilometer nordöstlich vom Zentrum von Bastogne errichtet. Es erinnert an die 76.890 amerikanischen Soldaten, die bei der Ardennenoffensive verwundet, getötet oder vermisst (‚casualties‘) wurden. Die Straße vom Zentrum zum Denkmal heißt ‚Straße der Befreiung‘. Auf dem amerikanischen Soldatenfriedhof Henri-Chapelle American Cemetery and Memorial ruhen knapp 8000 gefallene Angehörige der US-Streitkräfte.
In Recogne, sechs Kilometer nördlich von Bastogne, liegt der deutsche Soldatenfriedhof Recogne-Bastogne, hier liegen 6.807 deutsche Kriegstote. Ursprünglich lagen dort auch etwa 2.700 US-Soldaten, die in der Gegend gefallen waren, diese wurden jedoch im Sommer 1948 auf den Henri-Chapelle American Cemetery and Memorial umgebettet.
Der Deutsche Soldatenfriedhof Lommel (Belgien) ist der größte deutsche Soldatenfriedhof in Westeuropa mit 38.560 Gefallenen des Zweiten Weltkriegs, er beherbergt auch Gefallene anderer Schlachten wie der bei Aachen, im Hürtgenwald und bei Remagen.

Zahlreiche Gedenkstätten erinnern an die Geschehnisse
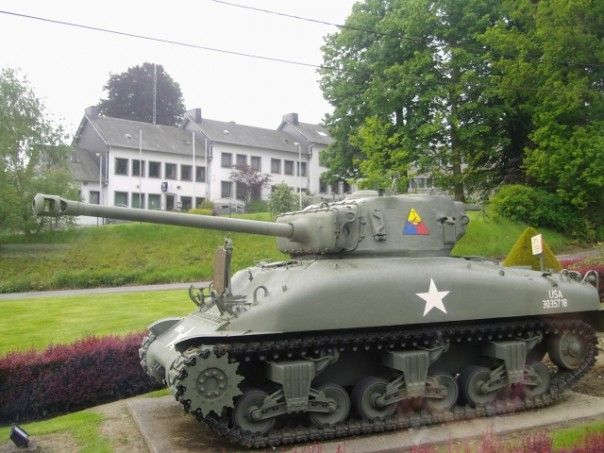
Vielsalm
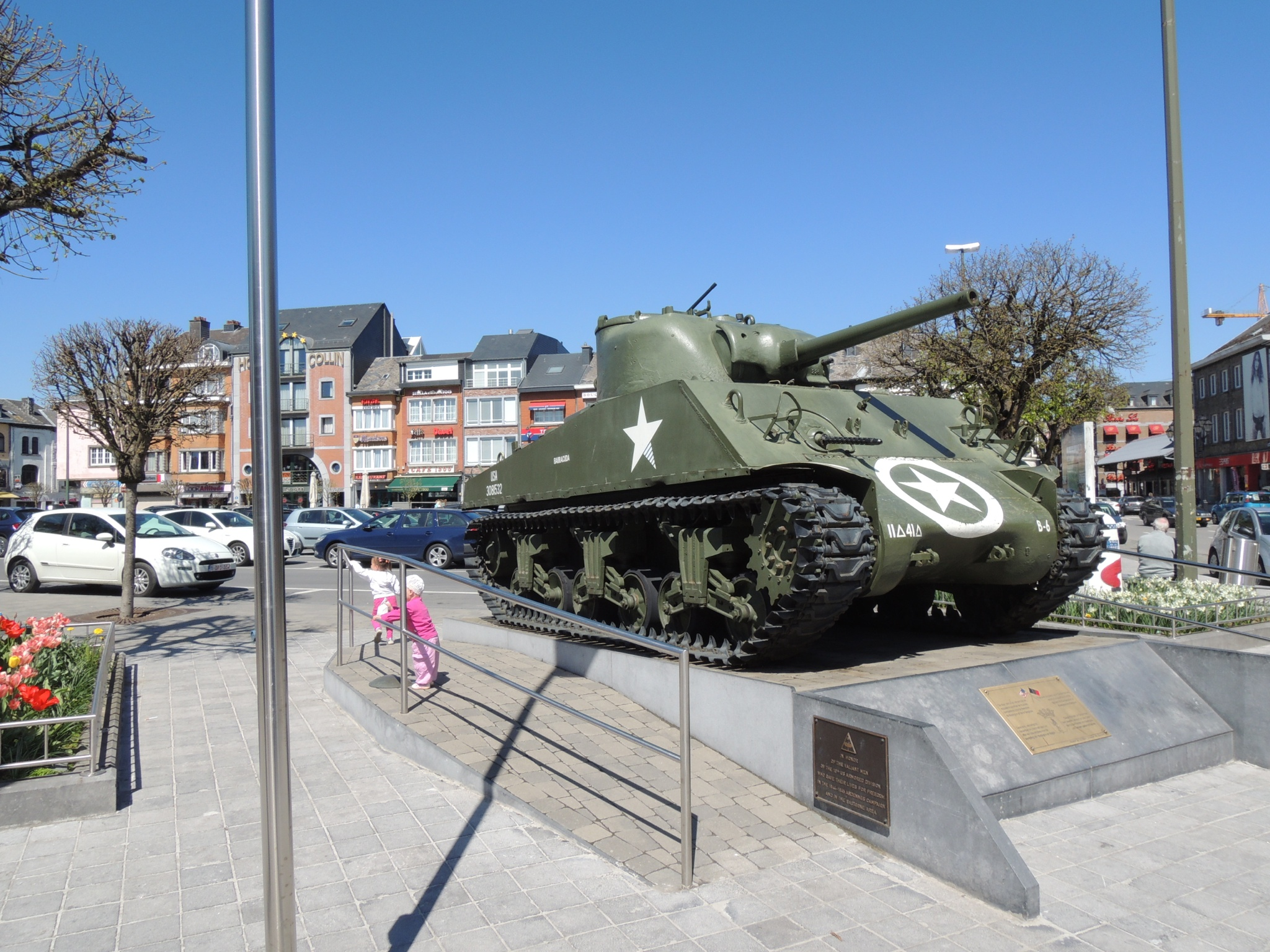
Bastogne
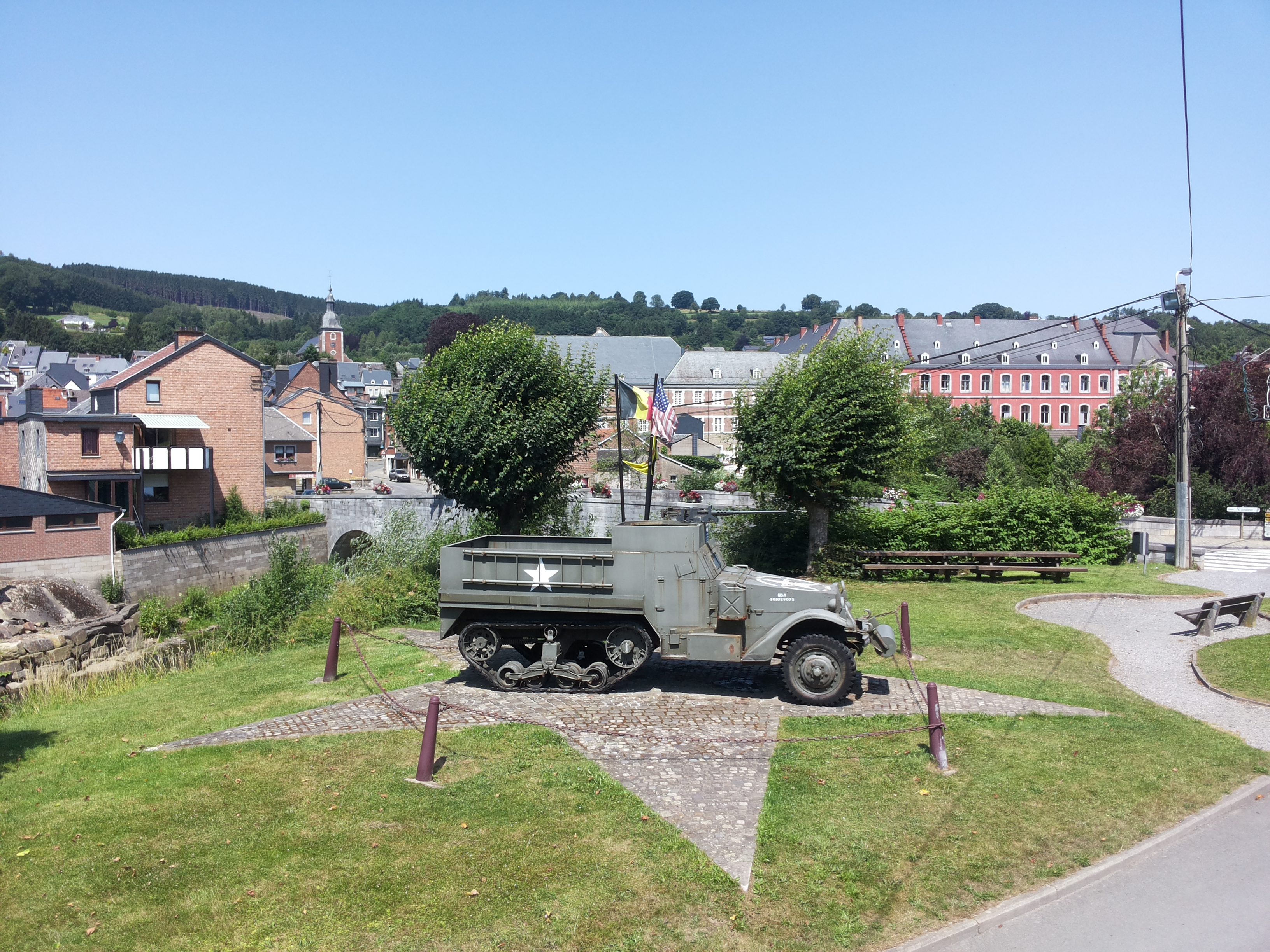
Stavelot
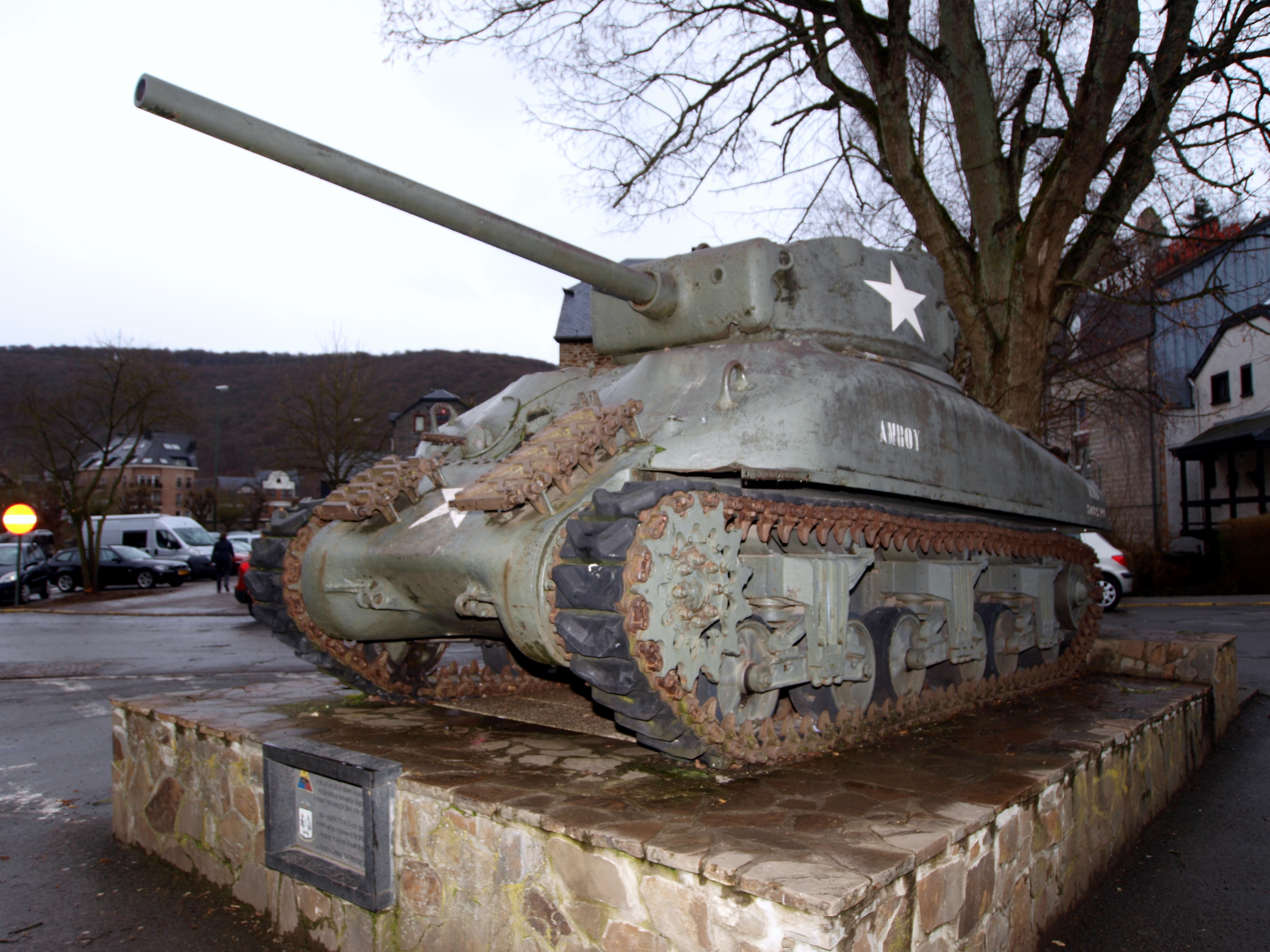
La Roche-en-Ardenne
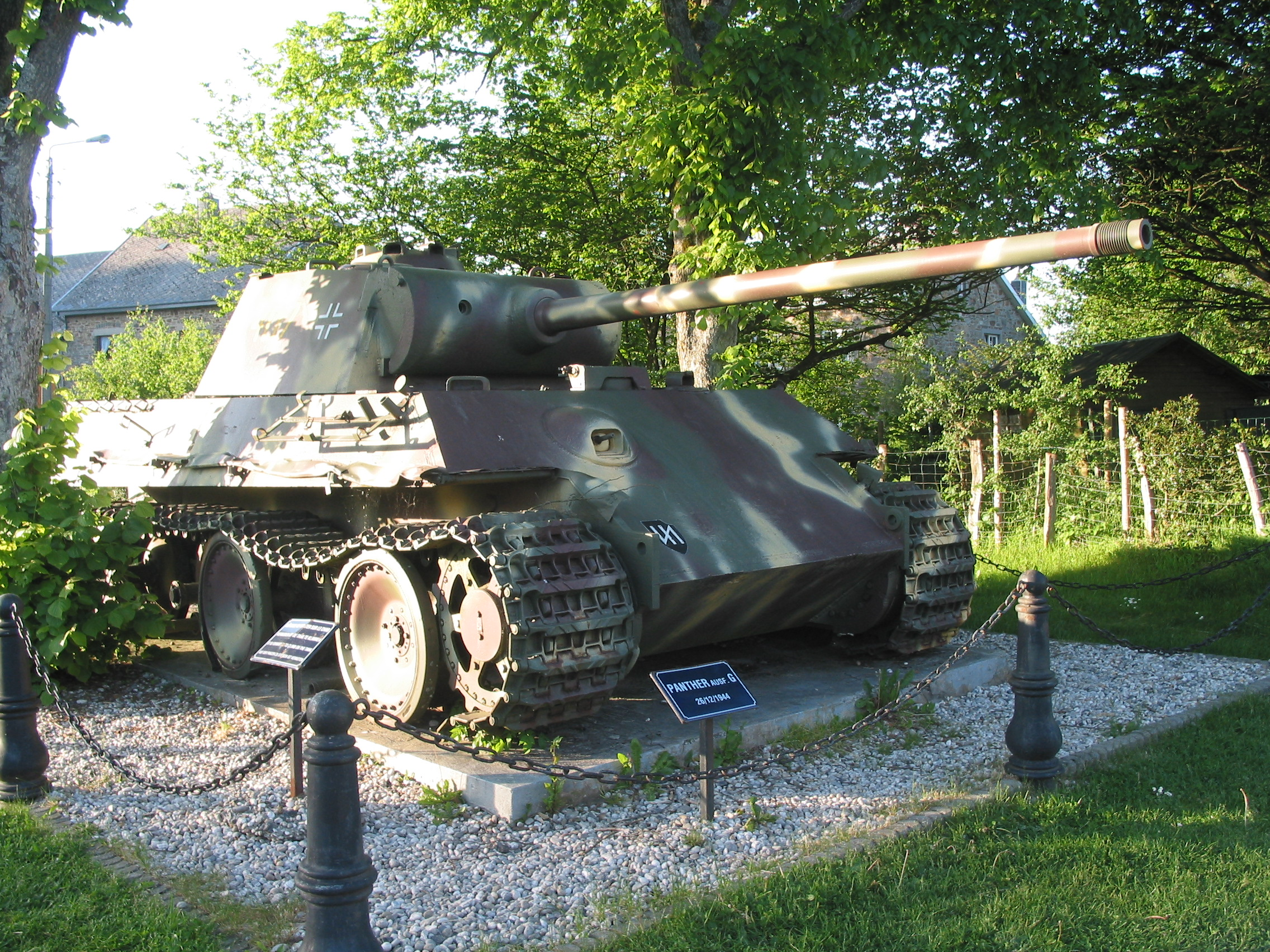
Manhay

## Verfilmungen
- Die Ardennenoffensive wurde 1956 unter dem Titel Ardennen 1944 (Attack) und 1965 als Die letzte Schlacht (Battle of the Bulge) verfilmt.
- Der Film Patton – Rebell in Uniform (1970) zeigt den Gewaltmarsch der Truppen unter dem Kommando von General George Patton in den Ardennen zur Befreiung der eingeschlossenen US-Truppen bei Bastogne.
- Die Folgen Crossroads (deutsch „Kreuzungen“), Bastogne und Breaking Point (dt. „Durchbruch“) der preisgekrönten Miniserie Band of Brothers – Wir waren wie Brüder (Folgen 5–7).
- Folge 11 der Ken-Burns-Dokumentation The War (2007) beschäftigt sich mit der Ardennenoffensive.
- In Everyman’s War – Hölle in den Ardennen (2009) beziehen sich weite Teile der Handlung auf die Ardennenoffensive aus Sicht eines einzelnen US-Soldaten.
- Der Film Saints and Soldiers – Die wahren Helden der Ardennenschlacht (2003) behandelt auch das Thema des Malmedy-Massakers.
- Der Film Stille Nacht – Das Weihnachtswunder (2002) basiert auf einer wahren Begebenheit während der Ardennenoffensive.
- Schlacht in den Ardennen, ein US-Kriegsfilm des Regisseurs Steven Luke aus dem Jahr 2018.

## Sonstiges
- Das 2006 erschienene Brettspiel Battle of the Bulge dreht sich um die Ardennenoffensive. Es entstammt der Serie Axis & Allies von Avalon Hill.
- Auch in den Computerspielen 1944, Battlefield 1942, Call of Duty: United Offensive, Blitzkrieg und Company of Heroes 2: Ardennes Assault wird die Ardennenoffensive thematisiert. Im Spiel Westernfront wird eine gesamte Kampagne durchgespielt. Unter anderem kann die „Kampfgruppe Peiper“ übernommen werden.
- „Battle of the Bulge“ ist im englischsprachigen Raum eine umgangssprachliche Redewendung für Kampf gegen Übergewicht.[69]

Die Ardennenoffensive im Herbst 1944 ist nicht zu verwechseln mit dem Vorstoß durch die Ardennen im Mai 1940 als Teil des Sichelschnittplans.